# しょうちゃんとヴァジャのBAR GOTEN
『しょうちゃんとヴァジャのBAR GOTEN』（しょうちゃんとヴァジャのバーゴテン）はニッポン放送で2023年10月7日から2024年3月30日まで放送されていたラジオのトーク番組。

## 概要
この番組の設定は「土曜の夜だけオープンする会員制バー「BAR GOTEN」」で、このバーのチーママとして働くしょうちゃんとその常連客であるヴァジャの2人が、気になったことを、時に勝手な妄想を入れながら自由に語りつくすものである。
また、この番組は、地上波で放送されたトークの内容とアフタートークを組み合わせて、オリジナルコンテンツとしてポッドキャストで配信することになっている。

## 放送時間
- 毎週土曜日 20:00-21:00
  - ただしニッポン放送は、聴取率調査（スペシャルウィーク）が原則として偶数月の特定の1週間が割り当てられているほか、日本プロ野球のポストシーズン期間（2023年度は10月21日〈クライマックス・パ・オリックス・バファローズ対千葉ロッテマリーンズ第4戦〉、並びに10月28日・11月4日〈日本シリーズ・オリックス対阪神タイガース第1・6戦〉が該当）もそれを優先する編成になる都合で、それらに重なる場合は自社では放送休止となり、LFからネットを受ける3局に向けた裏送りを行う。

## コーナー
| 20:00 | オープニング |
| 20:11 | コーナー     |
| 20:20 | 5点な相談室  |
| 20:30 | メールテーマ |
| 20:48 | エンディング |

## 放送回
| #   | 放送日         | テーマ                                      |
| --- | -------------- | ------------------------------------------- |
| #0  | 2023年10月02日 | しょうちゃんとヴァジャBARGOTEN10/7スタート! |
| #1  | 2023年10月07日 | BAR GOTEN、本日開店                         |
| #2  | 2023年10月14日 | 私の5点なところ                             |
| #3  | 2023年10月21日 | 配信されてない曲＆エピソード                |
| #4  | 2023年10月28日 | 店員さんとの5点なエピソード                 |
| #5  | 2023年11月04日 | ひとりで行けない5点な私                     |
| #6  | 2023年11月11日 | 自意識が暴走した瞬間                        |
| #7  | 2023年11月18日 | 5点なできないこと                           |
| #8  | 2023年11月25日 | 近所の人との5点なエピソード                 |
| #9  | 2023年12月02日 | いつの間にか覚えていたこと!                 |
| #10 | 2023年12月09日 | 今年知ったこと！                            |
| #11 | 2023年12月16日 | 注目されたときの5点な話                     |
| #12 | 2023年12月23日 | クリスマス・年末の5点な話!                  |
| #13 | 2023年12月30日 | 浜崎あゆみ歌合戦2023!                       |
| #14 | 2024年01月06日 | 年末年始の5点な話!                          |
| #15 | 2024年01月13日 | 笑ってスマせて!老化の話!                    |
| #16 | 2024年01月20日 | 恋愛テーマソングリクエスト!                 |
| #17 | 2024年01月27日 | 今さらですか!?                              |
| #18 | 2024年02月03日 | デートでの5点な話!                          |
| #19 | 2024年02月10日 | これ、何かの役に立ちますか…!?               |
| #20 | 2024年02月17日 | あなたの周りの愛すべき5点な人               |
| #21 | 2024年02月24日 | やりたいけど、出来てないこと                |
| #22 | 2024年03月02日 | 元を取りたい5点な私                         |
| #23 | 2024年03月09日 | トゥギャザーしたい5点な話!                  |
| #24 | 2024年03月16日 | 間違えちゃった5点な話!                      |
| #25 | 2024年03月23日 | お腹が痛い話！                              |
| #26 | 2024年03月30日 | 卒業したいこと・卒業したこと                |

※出典

## 5点な相談室
| #   | 日時                   | ラジオネーム              |
| --- | ---------------------- | ------------------------- |
| #05 | 2023年11月04日20'11″頃 | 花たろ                    |
| #06 | 2023年11月11日22'33″頃 | ひなたのすいか            |
| #06 | 2023年11月11日19'01″頃 | 生乾き                    |
| #06 | 2023年11月11日22'56″頃 | 茹でた煮汁                |
| #07 | 2023年11月18日18'23″頃 | なかやんす                |
| #09 | 2023年12月02日18'55″頃 | ゆゆゆゆゆ。              |
| #09 | 2023年12月02日21'26″頃 | すぎむらぱん              |
| #10 | 2023年12月09日18'46″頃 | ひなたのすいか            |
| #14 | 2024年01月06日18'46″頃 | 眉尻迷走中                |
| #15 | 2024年01月13日19'45″頃 | ホーミー （現ピーピー）   |
| #16 | 2024年01月20日20'30″頃 | とうふ                    |
| #16 | 2024年01月20日29'40″頃 | 特技は呼吸                |
| #17 | 2024年01月27日23'42″頃 | ビックル                  |
| #18 | 2024年02月03日18'55″頃 | 焼肉食べたら すぐ腹壊す   |
| #19 | 2024年02月10日21'01″頃 | 鼻毛ボンバー              |
| #20 | 2024年02月17日23'31″頃 | ラテ子                    |
| #21 | 2024年02月24日22'30″頃 | 私の推しには すね毛がない |
| #22 | 2024年03月02日18'55″頃 | aurora                    |
| #26 | 2024年03月30日18'55″頃 | 花たろ                    |

## ジングル（リスナー制作）
| #   | 日時                   | ラジオネーム               | 5点なジングルと5点な詳細                    |
| --- | ---------------------- | -------------------------- | ------------------------------------------- |
| #20 | 2024年02月16日36'10″頃 | すみれ子 the poison lady   | 天使のジングル                              |
| #21 | 2024年02月23日26'50″頃 | すみれ子 the poison lady   | 天使のジングル                              |
| #22 | 2024年03月02日10'12″頃 | たもさん                   | ハーモニカジングル                          |
| #23 | 2024年03月09日19'20″頃 | トマティーヨ               | カナダからのジングル（1）                   |
| #23 | 2024年03月09日26'15″頃 | トマティーヨ               | カナダからのジングル（1）                   |
| #23 | 2024年03月09日45'01″頃 | ここどぅりこ               | 猫のジングル                                |
| #24 | 2024年03月16日25'01″頃 | ここどぅりこ               | 猫のジングル                                |
| #24 | 2024年03月16日25'14″頃 | なむ                       | 生活が奏でるジングル                        |
| #24 | 2024年03月16日36'35″頃 | かなりいいカナリヤ         | カリンバジングル                            |
| #24 | 2024年03月16日38'09″頃 | かなりいいカナリヤ /なむ   | 食器とカリンバのコラボジングル              |
| #24 | 2024年03月16日47'15″頃 | かなりいいカナリヤ /ナナシ | カリンバとイオン大好き4歳児のコラボジングル |
| #24 | 2024年03月16日25'02″頃 | トマティーヨ               | カナダからのジングル(2)                     |
| #25 | 2024年03月23日37'22″頃 | かなりいいカナリヤ ナナシ  | カリンバとイオン大好き4歳児のコラボジングル |
| #25 | 2024年03月23日37'35″頃 | 特技は呼吸                 | サックスジングル(1)                         |
| #25 | 2024年03月23日38'24″頃 | 特技は呼吸                 | サックスジングル(2)                         |
| #25 | 2024年03月23日17'30″頃 | トマティーヨ               | カナダからのジングル(2)                     |
| #26 | 2024年03月30日18'55″頃 | かなりいいカナリヤ /ナナシ | カリンバとイオン大好き4歳児のコラボジングル |
| #26 | 2024年03月30日25'26″頃 | ピーピー                   | お鼻ピーピージングル                        |
| #26 | 2024年03月30日35'39″頃 | お魚スキャンダル           | ギョギョギョジングル                        |
| #26 | 2024年03月30日35'54″頃 | フルムーン満月             | リコーダージングル                          |

※紹介されたもの以外にもたくさんの応募があり最後に心からのお礼が述べられた。

## ジングル（その他）
- 「本日ご紹介するのは徳島の阿波踊り。阿波踊りの中でも飛び切り上質なものをご用意しました。」（2023年10月21日（土）放送 12'11″頃）

- 「本日ご紹介するのは山口のふぐ。ふぐの中でも飛び切り上質なものをご用意しました。」（2023年10月21日（土）放送 19'55″頃）

- 「本日ご紹介するのは京都の湯葉。湯葉の中でも飛び切り上質なものをご用意しました。」（2023年10月21日（土）放送 28'17″頃）

- 「本日ご紹介するのは徳島のすだち。すだちの中でも飛び切り完熟したものをご用意しました。（すご～い）」（2023年10月28日（土）放送 11'25″頃）

- 「本日ご紹介するのは山口のふぐせんべい。ふぐせんべいの中でも飛び切り上質なものをご用意しました。（おいし～い）」（2023年10月28日（土）放送 22'22″頃）

- 「本日ご紹介するのは京都の湯豆腐。湯豆腐の中でも飛び切り活きの良いものをご用意しました。（しんせ～ん）」（2023年10月28日（土）放送 33'44″頃）

- 「本日ご紹介するのは京都の抹茶。お値段据え置きでドドンと10キロご用意しました。（おとく～）」（2023年11月4日（土）放送 11'53″頃）

- 「本日ご紹介するのは山口の瓦そば。瓦そばの中でも飛び切り上質な瓦を使用したものをご用意しました。（おいし～い）」（2023年11月4日（土）放送 26'20″頃」

- 「本日ご紹介するのは徳島の鳴門金時。鳴門金時の中でも飛び切り深く埋まっていたものをご用意しました。（あま～い）」（2023年11月4日（土）放送 36'18″頃）

- 「今日は抽選で30名様にミツカン〆まで美味鍋つゆ4種類をセットにしてプレゼント。メールに住所氏名年齢お電話番号を明記の上、件名にプレゼント希望と書いてお送りください。自意識を捨てて気軽に応募してください。」（アナウンサーになり切ったものの途中笑ってしまい撮り直したが失敗した方が採用された）（2023年11月11日（土）放送 35'53″頃）

- 「京都府は京都市にある清水寺。今年の漢字が発表されることでも知られる清水寺は煩悩を払うかのように音羽山の中腹から京都の町を見下ろしています。」（2023年12月16日（土）放送 08'28″頃）

- 「山口県は岩国市にあります錦帯橋。寒さのこたえるこの季節、江戸時代から地元の交通を支えてきた日本を代表する木造橋は今日も変わらず佇んでいます。」（2023年12月16日（土）放送 21'24″頃）

- 「徳島県は鳴門市にあります鳴門海峡の渦潮。目まぐるしい師走の喧騒のなか渦の直径は最大で30mに達し世界最大級と言われている鳴門の渦潮。今日も変わらずに渦を巻いています。ね、しょうちゃんは予想でしゃべっていますよ」（2023年12月16日（土）放送 34'24″頃）

- 「京都の中心を流れる鴨川。今日もここで一つの恋が生まれているかもしれません」（2024年2月3日（土）放送 11'28″頃）

- 「関門海峡を再現した水槽もあるしものせき水族館、海響館。今日もここで一つの恋が生まれているかもしれません」（2024年2月3日（土）放送 22'13″頃）

- 「徳島の七曲の壁にそびえ立つ小便小僧。今日もここで一つの恋が生まれているかもしれません」（2024年2月3日（土）放送 33'58″頃）

## 企画
様々な企画についての記載。
- 競馬予想企画（2023年11月25日放送 00'00″頃）

- 競馬予想企画（2023年12月23日放送 00'00″頃）

- 浜崎あゆみ歌合戦2023（2023年12月30日放送 10'19″頃～）

- BAR GOTENの息子 恋の行方のコーナー（2024年1月20日放送 00'00″頃）

- ヴァジャのインスタストーリーアンケ―ト「若い頃これをされて冷めました」発表（2024年1月27日放送 18'26″頃）

- ハヤシプロデューサーの部活当てクイズ（2024年2月10日放送 09'08″頃）

- ドキドキ☆バレンタインお天気情報（2024年2月10日放送 36'14″頃）

- 落ちた小銭はいくらでしょうダービー（2024年2月10日放送 45'50″頃）

- しょうちゃんの生中継（2023年12月23日放送 33'37″頃/45'25″頃）

- しょうちゃんの生中継（2024年3月30日放送 /02'12″頃）

- しょうちゃんの１週間

## ゲスト
2024年３月３月９日  ルー大柴（お笑いタレント/茶人）がゲスト出演。

## ライブリスニング/生電話
- 東京と大阪のライブリスニング会場に生電話 RN:すみれ子the poison lady/RN:いぬを。/RN:セリとナズナに話を聞く2023年10月7日（土）放送/28'54″頃）

- RN:なむに生電話 （2023年10月14日（土）放送/36'45″頃）
- RN:ここどぅりこ生電話（ 2023年10月21日（土）放送/20'45″頃）
- RN:あたす。に生電話 （2024年1月6日（土）放送/34'47″頃）
- RN:ひらがなだましいに生電話 （2024年3月23日（土）放送/12'22″頃）
- 東京でライブリスニングが行われる （2024年3月30日（土））

## 社会派な一面
- 「BAR GOTENニュースフラッシュ」（2023年12月16日（土）放送 00'31″頃）
- 「激録！SNSパトロール 密着24時」（2024年1月6日（土）放送 08'45″頃）
- 「BAR GOTEN 経済ピックアップ」（2024年2月17日（土）放送 10'35″頃）
- 「BAR GOTEN 経済ピックアップ」（2024年3月16日（土）放送 08'25″頃）
- 「バーGOTEN 経済ピックアップ」（2024年3月30日（土）放送 17'38″頃）

## ハプニング
- 生放送中、予想外に起こった出来事についての記載。
- しょうちゃんがイヤホンの声に小さく「ハイ」と返事してしまう（2023年10月14日（土）放送 00'25″頃）
- ヴァジャが松浦あやの曲「GOODBYE 夏男（なつお）」を「グッバイなつおとこ」と紹介（2023年10月21日（土）放送 30'00″頃）
- 21'12″頃放送の「山口放送ジングル」直後しょうちゃんが「四国放送ジングル」向けのコメントをしてしまう（2023年12月16日（土）放送 34'50″頃）
- ヴァジャが「茨城県」を「いばらぎ」と発音（2024年01月20日（土）放送 35'50″頃）
- 175Rにまつわるお便りを受け2024年最初に175Rと口に出した可能性触れるが別番組に出演しており謝罪して訂正（2024年01月20日（土）放送 04'16″頃/12'16”頃）
- 放送開始早々、スタジオの外でスタッフがコーヒーをこぼす（2024年02月03日（土）放送 01'10″頃）
- RN:なむのお便りが読まれている最中電車の情報で中断されそのまま番組が終了（2024年2月17日（土）放送 46'27″頃）
- RN:しっかりしたタオルのたまごっちのお便りの際「詳しくはポッドキャストの13話をお聞きください」としょうちゃんがアナウンスしたが、正しくは11話と13話だったことが放送後判明。番組概要欄で「スタッフが誤ってしょうちゃんに情報を伝えてしまいました」と訂正し謝罪（2024年2月17日（土）放送 46'27″頃）
- 「5点な相談室」が始まる際、ヴァジャが「元を取りたい5点なわたしー」と別のコーナーを始めてしまう（2024年3月2日（土）放送 18'15″頃）
- 放送中に地震が発生。リスナーに落ち着いて行動するよう呼び掛けた（ポッドキャスト版ではカットされている）（2024年3月2日（土）放送 20'25″頃）

## ふつおた
| #01 2023年10月07日 | #01 2023年10月07日                                                           | #01 2023年10月07日 | #01 2023年10月07日 |
| ラジオネーム       | 内容                                                                         | 時間               |                    |
| ------------------ | ---------------------------------------------------------------------------- | ------------------ | ------------------ |
| たけ美             | 「ラジオの聴き方」を検索して待ちわびています                                 | 08’40”頃           |                    |
| ててて             | 楽しみすぎてお風呂の栓を入れ忘れました                                       | 25’33”頃           |                    |
| ストロール         | ポッドキャストの絆の強さを感じました                                         | 37’29”頃           |                    |
| I LOVE NY          | あけみさんのファンです あけみさんからLINEは来ていますか？                    | 38’59”頃           |                    |
| トマティーヨ       | 放送をリアタイするためカナダから来日します                                   | 40’12”頃           |                    |
| うみもち子         | 5点ラジオでは自粛した方が良い箇所にピヨピヨが流れる ラジオでは大丈夫ですか？ | 41’21”頃           |                    |
| アヤコ             | お二人にとって成功って何ですか？私はこのメールが届けば成功です！やったー     | 47’55”頃           |                    |
| 花たろ             | 今日朝起きてから何をしていましたか？                                         | 52’33”頃           |                    |

| #02 2023年10月14日 | #02 2023年10月14日                                                                              | #02 2023年10月14日 | #02 2023年10月14日 |
| ラジオネーム       | 内容                                                                                            | 時間               |                    |
| ------------------ | ----------------------------------------------------------------------------------------------- | ------------------ | ------------------ |
| あさひあいち       | お二人とってもリラックスして芸能人です！素敵です？？（←おそらくハートの絵文字とヴァジャが予想） | 45’41”頃           |                    |

| #03 2023年10月21日 | #03 2023年10月21日                                                                                                | #03 2023年10月21日 | #03 2023年10月21日 |
| ラジオネーム       | 内容 | 時間               |                    |
| ------------------ | --- | ------------------ | ------------------ |
| うぐいすボール     | 徳島で拝聴しています ローカルな話題嬉しいです お二人の会話心地良いですね                                          | 19’32”頃           |                    |
| お休みのスタッフ   | KBS京都放送で聞いております CMが島津亜矢さんのコンサートで新鮮です また自転車のギアでお困りの際は声をかけて下さい | 32’43”頃           |                    |
| あさひあいち       | 多分このラジオを聴いていなかったらこの先一生聴かなかっただろうなと思う曲ばかり ラジオはこれがまた良いんですよね   | 38’53”頃           |                    |
| ここどぅりこ       | 先ほどは仕事の話し合いを抜けて電話に出ていました ふくは下関にふく刺し発祥のお店があるのでそこで食べましょう       | 39’38”頃           |                    |

| #04 2023年10月28日      | #04 2023年10月28日 | #04 2023年10月28日 | #04 2023年10月28日 |
| ラジオネーム            | 内容 | 時間               |                    |
| ----------------------- | --- | ------------------ | ------------------ |
| ナチネ                  | 遊びに誘われ楽しみにしていても1時間くらいすると解散したいな、早く一人で遊たいなと思っていまいます                       | 12’47”頃           |                    |
| 黒糖                    | 女の人の「今度ごはんいこー」にどう返せばよいのかわかりません                                                            | 17’03”頃           |                    |
| すみれ子the poison lady | ピンチです！昨日食べた牡蠣に当たったようでトイレから出られません 15分後にミーティングです                               | 35’52”頃           |                    |
| まるにゃ                | まさかしょうちゃんが30分の大長編フリートークに挑戦すると思いませんでした 爆笑の後じんわり心に染みて泣けました           | 37’07”頃           |                    |
| 寝太郎                  | 職場のカギを忘れ先輩を待っていたときエレベーターの到着音がしたので 悪戯心で死角からワッ！と飛び出したら宅急便の人でした | 47’49”頃           |                    |

| #05 2023年11月04日       | #05 2023年11月04日 | #05 2023年11月04日 | #05 2023年11月04日 |
| ラジオネーム             | 内容 | 時間               |                    |
| ------------------------ | --- | ------------------ | ------------------ |
| 私の推しにはすね毛がない | お二人の黒歴史について伺いたいです。mixiや魔法のiらんど、GREEの話しをして平成を生きた世代を共感性羞恥で泣かせて下さい | 37’03”頃           |                    |
| 天むすのヲンナ           | 「チェッチェッコリ玉入れ」はご存じですか 不正が横行していてそれを未然に防ぐために考えられたということなのです         | 39’22”頃           |                    |

| #06 2023年11月11日     | #06 2023年11月11日 | #06 2023年11月11日 | #06 2023年11月11日 |
| ラジオネーム           | 内容 | 時間               |                    |
| ---------------------- | --- | ------------------ | ------------------ |
| I LOVE NY              | 先週先々週と野球で生放送が聞けず寂しかったです 今日は生放送でお二人の声が聞けるので嬉しいです | 09’13”頃           |                    |
| すみれ子the poson lady | 綱引きの掛け声「オーエス」って何？!九州出身のアテクシ違和感しかありませんでした 綱引きの掛け声は「エイエイエイサー」でしょうが！ | 10’40”頃           |                    |
| タマコンニャクウオ     | 第一回の放送で流れたバブル青田の「ジーザス」をAmazonで検索しまくっていたのですが一昨日社内チャットツールで「Amazonでバブル青田のジーザスを買おうとしたのは誰ですか」との投稿が社長から 会社アカウントの「あなたへのおすすめ」に出てしまったようです 怖すぎますね |                    |                    |
| ビビンバにびびんな(様) | このあと深夜1時からオールナイトニッポンを務める「オードリー」で巻き舌お願いします | 31’40”頃           |                    |
| ビビンバにびびんな(様) | ラジオにメールを送った瞬間です 生放送の番組にメールを送る時はスピードが命だと思っているんですが メールを確認した時に ここの言い回しもっとこうした方が伝わったかもとなってしまいます                                                                              | 42’51”頃           |                    |
| あきこ                 | 私も巻き舌ができないので大爆笑しながら一緒にやりました 椎名林檎さん目指して山手通ルルルルルィ～頑張ります | 44’51”頃           |                    |

| #07 2023年11月18日 | #07 2023年11月18日 | #07 2023年11月18日 | #07 2023年11月18日 |
| ラジオネーム       | 内容 | 時間               |                    |
| ------------------ | --- | ------------------ | ------------------ |
| 社員マスカット     | 車屋さんに行って2秒で決めて買いました。エアコンも即日購入したりネックレスも一店目で一点目で購入したりしました お二人はお買物の癖はありますか | 12’56”頃           |                    |
| 成田市のたけちゃん | 結婚式の話し合いで「サンプルの通りでお願いします」と言って2時間の予定を5分で終わらせたことがあります                                         | 36’11”頃           |                    |
| 成田市のたけちゃん | パートナー含めこだわりもなく「このままでいいよねー」と事前に決めました 「本当にこれでいいんですか」と念を押されました                        | 48’33”頃           |                    |

| #10 2023年12月09日 | #10 2023年12月09日 | #10 2023年12月09日 | #10 2023年12月09日 |
| ラジオネーム       | 内容 | 時間               |                    |
| ------------------ | --- | ------------------ | ------------------ |
| ナチネ             | 大学４年生で内定も貰い4月に就職を控えていますが大学卒業後の自分が全く想像できません しかし先週の放送でヴァジャさんが 大学を卒業してから新入社員研修を受けて5月になるとみんな社会人になっていると仰ったことで解決しました 私は4月から大丈夫なのかという不安は全て吹き飛びました ありがとうございました | 35’40”頃           |                    |

| #11 2023年12月16日     | #11 2023年12月16日 | #11 2023年12月16日 | #11 2023年12月16日 |
| ラジオネーム           | 内容 | 時間               |                    |
| ---------------------- | --- | ------------------ | ------------------ |
| アルプスのネオおばさん | 私もかずゆき族でした 父が漢字は違えどかずゆきなので勝手に親しみを持ちながら心地よく頂いておりました びっくりしました 「わこう」なんですか？                                          | 03’23”頃           |                    |
| すぎむらぱん           | かずゆきだと思ってました 幸い「かずゆき」と口に出すことはなく無事に生きて来れました 試しに夫に聞いてみたら「かずゆきじゃないの？それしかなくない？」と言っていました                 | 03’57”頃           |                    |
| ピヨコ                 | 中学2年の時に「自分の子供に付けたい名前を考える」というものがあり片思いをしていた彼が「和幸」と書いていたので「わこう？」と聞きました 彼は「かずゆき…」と呟き視線を落としました      | 14’30”頃           |                    |
| 海底0マイルおばさん    | ラジオの会話についていけなくなった私は海底2万マイルの公式ページを検索 どこからどう見てもそこは海中なのです 知恵袋には海底2万マイルの仕組みがそれはもう常識のように述べられていました | 35’39”頃           |                    |
| ぷくりん親方           | オールナイトニッポンゼロを担当している 佐久間宣行さんの奥さんは「蒙古タンメン中本」を「中卒」と読んだそうです                                                                        | 38’35”頃           |                    |
| I LOVE NY              | 彼女のバッグを持つ彼氏の心理ですが「紳士なオレ」「優しいオレ」に酔っているだけと元ホストの方がネットに書いておりました 単なる自己満だそうです                                        | 39’42”頃           |                    |

| #13 2023年12月30日 | #13 2023年12月30日 | #13 2023年12月30日 | #13 2023年12月30日 |
| ラジオネーム       | 内容 | 時間               |                    |
| ------------------ | --- | ------------------ | ------------------ |
| あさひあいち       | 競馬場関連の施設は負けた人の涙で作り上げられております なお負けた人はしばらくつまづかないといいます なぜなら下を向いて歩くので段差に気付くからです なのでヴァジャさんがバスの幼稚園児に気付いたというところでやはり大物だと感心しました すぐに顔を上げて歩き出したのです それならば来年はきっと大当たりして30万円のバッグを買えますよ 皆さんよいお年を | 41’07”頃           |                    |

| #14 2024年01月06日 | #14 2024年01月06日 | #14 2024年01月06日 | #14 2024年01月06日 |
| ラジオネーム       | 内容 | 時間               |                    |
| ------------------ | --- | ------------------ | ------------------ |
| I LOVE NY          | 読んでいただきありがとうございます 本当はハートマークなんですがメールだと文字化けするのでLOVE ラブにしております 気になってくださったリスナーさんありがとうございます | 25’25”頃           |                    |

| #15 2024年01月13日 | #15 2024年01月13日 | #15 2024年01月13日 | #15 2024年01月13日 |
| ラジオネーム       | 内容 | 時間               |                    |
| ------------------ | --- | ------------------ | ------------------ |
| すみ               | 村に越してきたのでこの辺の人はみんな誰が何をしているのか知っています 旅行中の家庭菜園のお世話を頼んだら休暇中の畑の水やりを頼まれたことがあります でもこんなところが結構好きで地域の人にでかい声であいさつをしながら散歩してるので困ったときは誰かしらが助けてくれます 愛され村娘です | 18’00”頃           |                    |
| すみ               | 都内の商業ビルのトイレですがワンフロアに複数店舗がある階よりワンフロア一店舗の階の方が空いています | 35’27”頃           |                    |

| #16 2024年01月20日 | #16 2024年01月20日 | #16 2024年01月20日 | #16 2024年01月20日 |
| ラジオネーム       | 内容 | 時間               |                    |
| ------------------ | --- | ------------------ | ------------------ |
| なむ               | 今日の放送はみんなでリアタイがひときわ楽しいです 血流が良くなる話をもっと下さい | 36’45”頃           |                    |
| 肉より魚           | ご近所の様子が分かること それは今日のお隣のごはんがわかります ダクトを通って調理の匂いが部屋に入ってきます 一番強く感じるのが我が家のトイレです 我が家のトイレは食欲をそそる匂いがしています そしてお隣のご飯は98％肉を焼いています 朝から肉を焼いています きっと炭水化物抜きでたんぱく質を摂っているのだと思います 何故なら休みの日にピタッとした服を着て自転車で出かけているからです が最近肉を焼いていません どうしたんでしょうか 心配です | 47’38”頃           |                    |
| ぶりぶりこっこ     | 5点な相談室で時々鼻がピーピー鳴るというメールを拝聴してメールさせていただきました 我が家では鼻がピーと鳴ることを「ピーちゃん」と言っており息子のどちらかが鼻がピーと鳴ると「ピーちゃんだ」と突如出現する鼻の中の生き物のような位置づけにしております 今では「ピーちゃん出てきた」と自己申告をしてくれ「それじゃあピーちゃんバイバイしようか」と鼻水を拭き取る日々です 余談ですが主人も私もぴーちゃんの出現率は高く2人同時にピーちゃんが現れた時はピーの音階が違うので2人で鼻息をふんふん出しながら「ハモれそうじゃない？」と練習をしています あと外出先ですぐに鼻がかめない時にピーちゃんが出てきたら 鼻を数回強めにつまむとピーちゃんいなくなってくれますよ | 49’25”頃           |                    |

| #17 2024年01月27日 | #17 2024年01月27日 | #17 2024年01月27日 | #17 2024年01月27日 |
| ラジオネーム       | 内容 | 時間               |                    |
| ------------------ | --- | ------------------ | ------------------ |
| とうふ             | 先日はお2人の素敵な歌声で祝っていただきありがとうございました おかげで素敵な誕生日を迎えられました 案の定お祝いはメルマガ登録していたお店からの誕生日メールだけでしたが X（旧twitter）の＃バーGOTENを見ているとたくさんのお祝いの言葉がありそれだけで感無量でした 見ず知らずの者を祝ってもらいありがとうございました 来年からは誕生日を忘れるという事に専念致します ちなみに29歳になりました | 11’09”頃           |                    |
| しっかりしたタオル | しょうちゃんヴァジャさん たまごっちのぴよちゃんのばあやに選んでくださりありがとうございます 令和のたまごっちはインターネットに繋がり世界中のたまごっちに出会えハート（いいね）を送り合ったりできます 特別なイベントでしか入手できないアイテムを身に着けてる子を見てジェラシーを感じたり ハートの数を気にしたりしています マッチングパーティもあり結婚相手を探しに参加するのですが見た目重視で選り好みしてしまい なかなか結婚できずにいます すると「そろそろ新しい自分を探しに行きたい」とか言って荷物をまとめ出しました 「ヤバい 自分探しに行こうとしてる」と血の気が引きました ごめんねと言いながらマッチングパーティーで優しそうな見た目の人を選び（妥協）一緒ん暮らそうとプロポーズ OKが出ると即結婚パレードが始まりました 「ぴよちゃん良かったね 同居して2匹育てるのかな？」とか思っていたら秒で卵一個ゴロっと現れ ぴよちゃん第一章終了 展開はや とびっくりしました 現在ぴよちゃん三代目になります 大切に育てて行きます 幸せをありがとう しょうちゃんヴァジャさん | 49’34”頃           |                    |

| #18 2024年02月03日 | #18 2024年02月03日 | #18 2024年02月03日 | #18 2024年02月03日 |
| ラジオネーム       | 内容 | 時間               |                    |
| ------------------ | --- | ------------------ | ------------------ |
| アス               | 今日はこれから恵方巻を食べます コンビニで1200円のと600円のと500円のが売っていたので ちょっと奮発して600円のを買いました 奮発の度合いが5点だなあと思いました お二人はどんな恵方巻ですか 銀座やイオンの恵方巻ですか お二人の恵方巻事情をぜひ教えて欲しいです | 08’55”頃           |                    |
| ぶりぶりこっこ     | 先日メールを送らせていただいた者です ぶりぶりこっこの名前の由来ですが秋田名物のお魚ハタハタの魚卵の別名ぶりこをもじった名前です 私は小学生のころから魚介類が大好きでその中でも珍味に近い魚卵 白子 肝が大好きです そんな私が食べてみたい魚卵がテレビ中継で見たハタハタという魚の魚卵 ネバネバした卵という表現が気になって魚卵好きを語っている私にとってどうしても食べてみたい魚卵の1つでした 勢いでメールを送ろうとした私に舞い降りたラジオネームがぶりこ でもぶりこは表現が汚いよなあとぶりぶりこっこに至りました | 50’53”頃           |                    |
| いしゆか           | しょうちゃんヴァジャさんこんばんは 昨日ディズニーシーで千葉の海に潜水 海底を冒険して参りました 水の透明度が非常に高く視界良好であんなものやこんなものまでが見えちゃいました と言いますのも41歳で初ディズニーでした バーGOTENであのお便りと出会わなければ一生ディズニーに行けなかったかと思います また本日の午後は5点フレンズと老いパークに行く予定です バーGOTENのお陰で私の世界が広がっています お礼を申し上げたくメール致しました                                                                               | 52’42”頃           |                    |

| #19 2024年02月10日 | #19 2024年02月10日 | #19 2024年02月10日 | #19 2024年02月10日 |
| ラジオネーム       | 内容 | 時間               |                    |
| ------------------ | --- | ------------------ | ------------------ |
| アイムみみちゃん   | 前回ちょうど終わりに差しかかる頃に聞き始めましたので本日ほぼ初めて聞いているようなものです 恋の悩みや深い深い鼻毛の悩み 人間悩みは尽きぬもの そしてこんなに穏やかなラジオ番組なのですね わたくしも鼻毛ボンバー様と同じ千葉県民ですが鼻毛の悩み尽きません 鼻毛ワックスですが抜く時とにかく鼻水が もしやワックスがに異物と認定される？ あとワックスが柔らかいから奥に入っていかないか不安 | 39’20”頃           |                    |
| ラテンダンス大好き | 件名「楽しいです」今日地上波で初めての放送から全部聞き直しました 土曜の夜のリラックスした時間にとっても合ってますね これからも楽しみです ちなみに私しょうちゃんのお母さんより年齢が上かもしれません でも楽しめるというのは年齢は関係ないんですね これからも聞き続けますので頑張ってくださいね                                                                                           | 53’28”頃           |                    |
| ごてごて           | 初めて聞きました ゆるい内容が最高ですね 番組のルールがよくわかりませんが落とした硬貨は100円だと思います ヴァジャさんが千葉県出身みたいなことを言われていたところをたまたま聞いて 千葉県出身なので聞いてみました | 56’19”頃           |                    |

| #20 2024年02月17日 | #20 2024年02月17日 | #20 2024年02月17日 | #20 2024年02月17日 |
| ラジオネーム       | 内容 | 時間               |                    |
| ------------------ | --- | ------------------ | ------------------ |
| しっかりしたタオル | 件名「たまごっちピヨちゃんの件」ピヨちゃん現在６代目になりました ピヨちゃんの子供を育て大人になったらまた婚活をして子を産み 子孫を繋いで育てている感じです 令和のたまごっちの食事はデリバリーで和洋中様々なメニューを買うことができます ローストビーフ土瓶蒸し 天津など私が人生で味わえないような食事を毎日しています カヌレもありますよ 身に着けるもの部屋の内装 家具 遊び道具はデパートで買うことができます さらには旅行に行くこともできます そうなるとお金です ばあやはピヨちゃんを喜ばせるべくせっせとミニゲームをクリアしてお金を稼ぎます ピヨちゃんは寝る前にスマホをいじりSNSを更新 デパートで買ってきたアイテムに「みんな持ってる？ヤバすぎるアイテム！」などコメント付きで写真をアップ 特に何もなかった日は「何気ない日を大切に」といったコメントと一緒に部屋の写真をアップ 家具の匂わせ？旅行した日は「ずっと来たかった場所」という文章と船の上で微笑むピヨちゃん どこかまでは記しません カラフルな建物と船頭さんを見ればそこは水の都だと分かります ヴァジャ先生 ピヨちゃんは正しいSNSの使い方出来てるでしょうか | 40’19”頃           |                    |
| さえじまこうが     | 先週話題になっていた鼻毛の処理ですが 100均に売っている鼻毛カッターがお勧めです クランと回すだけで（クルンかな）処理ができます 刃が出ていないので皮膚を切ることなく鼻毛のみカットできますよ | 44’37”頃           |                    |
| なむ               | 先週鼻の毛が話題に上がりましたが私のまつ毛の話を聞いてください 私の顔のなかで唯一まつ毛の長さだけが人から褒めてもらえるところなのですが この長さにはワケがあります 小学生の時自宅で勉強机に向かい「宿題したくないなー」と椅子をクルクルさせながら退屈し切っていた時にふと鏡とハサミが目に入りました なんとなくまつ毛を根元から全部切ってみました 「わぁまつ毛がないだけでこんなに顔ってこんなに変わるんだ おもしろ～い」と大満足したことを覚えています その後まつ毛が以前より伸びたのです 本当です 一度だけ同じ経験をしたという美容師さんに出会ったことがあるのですがその方も「伸びた」と力強くおっしゃっていました 「まつ毛は切ると伸びる」バーGOTENは情報番組とのこと この美容情報も是非発信していただければと思います | 46’28”頃/50’41”頃  |                    |

| #21 2024年02月24日       | #21 2024年02月24日 | #21 2024年02月24日 | #21 2024年02月24日 |
| ラジオネーム             | 内容 | 時間               |                    |
| ------------------------ | --- | ------------------ | ------------------ |
| I LOVE NY                | 件名「夜中3時に歌いたい曲」私も先週家で一人の時に防音カーテンを閉めて昼間に大声で歌ったのでヴァジャさんの話に爆笑していまいました 私は今QUEENを絶叫して歌うのにハマっているので夜中にQUEENの「ボヘミアン・ラプソディ」を歌いたいです | 12’27”頃           |                    |
| しっかりしたタオル       | 限りなくHAKUEIの歌声に近づけたペニシリンの「ロマンス」を歌ってみたいです | 13’08”頃           |                    |
| 消化（消火？）力よちよち | 鼻毛について 私は神戸市の片田舎で育ちましたが生まれてこのかた鼻毛を剃ったり切ったりしたことがありません みなさんがそんな頻繁にお世話していることを知りびっくりしました もしかして鼻毛が出てることもあるのかなとびくびくした次第でありますが そのような指摘もいただいたこともなく 鼻毛が伸びない族がいるのでは？と予想しております | 50’23”頃           |                    |
| すみ                     | 鼻毛カミソリ繋がりですが 無印良品の「眉毛かみそり」おすすめです（商品のリンク付き） | 51’52”頃           |                    |
| ちゃんばな               | まつ毛についてですが 私のまつ毛は一部 下向きに生えてしまっており 中学生の頃そのことが気に喰わなくてハサミで切ったら とても長い元気な下向きまつ毛が生えてくるようになりました おそらく薄かった産毛を剃ると濃くなってしまうのと同じ力が働いているのだと思います 人体って凄いですね | 52’40”頃           |                    |
| 坊主おねえさん           | 先週の放送で自分の顔のラインLINEスタンプの話題が出ていましたね 私は5点ラジオ布教のためLINEスタンプを多用しているのですが 私がヴァジャさんに似ているらしく 「自作？似てるね」と言われること多数 自分の顔のスタンプを送る自分大好きな人みたいになってしまいました もっともヴァジャさんのお写真を拝見した時自分でも「似てる」と思いましたが さらにはうちの夫はお坊さんなのですが無精ひげをそのままにしていることも多く しょうちゃんスタンプを夫だと思われることもあるようで「似てるけど髪伸びすぎだね～笑」と言われたりします 夫婦スタンプを作る痛い夫婦みたいです「成仏させようスタンプ」を多用させていただいております | 54’09”頃           |                    |

| #22 2024年03月02日 | #22 2024年03月02日 | #22 2024年03月02日 | #22 2024年03月02日 |
| ラジオネーム       | 内容 | 時間               |                    |
| ------------------ | --- | ------------------ | ------------------ |
| こっぱミジンコ     | 私のちょっと辛い恋愛ソングはリンドバーグの「君のいちばんに…」です 男の人とほとんど話すことがない女子高生活を終えて大学へ入学 そこで「かわいい 一目ぼれした ずっと一緒に居たい」と同じクラスの男子から猛アタックを受け一気に恋に落ちました 心の中では中学生の時から大ファンだったリンドバーグの「今すぐ kiss me」がずっと流れてます いつも彼の事を思いわざと同じ電車に乗ったり彼の好きな古着ファッションに身を包み幸せいっぱいの日々 そんな私のことを不憫に思ったのか隣のクラスの彼の友人が「あいつ同じ高校だった女の事付き合ってるよー」と教えてくれてアッという間に二股が発覚 脳内の「今すぐ kiss me」が「君のいちばんに…」に変わりました 彼女がいることを彼に問い詰め白状させて私の初恋は幕を閉じました でもその後しぬほどバイトをして（彼の事を考える時間をなくしたかったからです）お金はたくさんゲットできたし10キロもやせることができました 今は笑って話せますがこの曲を聴くと鼻の奥がツンとしています | 15’42”頃           |                    |
| とろとろちゃんぽん | 件名「ルー大柴さんいらっしゃるのですね！」バーGOTEN初回放送を偶然耳にして「なんかいい感じだなー」と思い毎週聴くようになりました ルー大柴さん大好きなんですよ 生成AIに「ルー語話せる？」って聞いたらAIは「ルー語を話せる」そうですよ 人間とAIの垣根を越えてエブリバディ ポピュラーなルーさん 来週が楽しみです | 13’08”頃           |                    |
| 鼻毛ボンバー       | 先日はお便りを取り上げて頂きありがとうございました まさか鼻毛の話題が数週間にわたって盛り上がるとは思ってもみませんでした X（旧twitter）でみなさんの鼻毛事情や有益な情報を見てひっそりと鼻毛と向き合う決意を固めていたのですが 長きに渡りこんなに親身になって相談に乗って頂いたお二人と5点フレンズの皆さんにお礼を申し上げたく改めてお便りさせて頂いた次第です みなさんに教えて頂いた鼻毛処理グッズをさっそく購入し 簡単便利な鼻毛処理ライフを満喫しております しかし気合を入れて鼻毛を処理し過ぎたからなのか先週あたりから風邪をひいてしまいました 私の守り神だったのですね 鼻毛さんごめんなさい これからはほどほどに処理していくことにします | 50’23”頃           |                    |
| お魚スキャンダル   | しょうちゃんの2頭の飼い猫ちゃんの種類と名前を教えていただけないでしょうか ポッドキャストで聞いた気がするのですが忘れてしまいました よろしくお願いします ちなみに私の実家にもネコチャンが２頭います ２頭ともアメリカンショートヘアーです | 47’41”頃           |                    |

| #23 2024年03月09日 | #23 2024年03月09日 | #23 2024年03月09日 | #23 2024年03月09日 |
| ラジオネーム       | 内容 | 時間               |                    |
| ------------------ | --- | ------------------ | ------------------ |
| Sera               | 「みんなのうた」で流れていた頃 幼稚園の運動会でダンスしました 私にとって思い出深い曲なのに 今日までうっかりルーさんの歌声だったことを忘れてしまった５点な幼稚園教諭です 誠にソーリー                                                                                     | 40’28”頃           |                    |
| マーラカオ         | 今日はビックなゲストがバーGOTENにいらっしゃるということで大阪で一番高そうな梅田のスカイビルに登りながらバーGOTENを聞いています 高い所が怖いのをちょっと我慢して最上階に来たと思っていたらもう一つ上の階があったことに気付いて慌ててまた登りました 寒いけど夜景が綺麗です | 41’25”頃           |                    |
| なむ               | 今日はルーさんがバーGOTENにトゥギャザーされるということで鈴木あみの「BE TOGETHER」をリクエストします | 44’36”頃           |                    |

※ #8/#9/#12はふつおたは無し

## テーマメール
| #02 2023年10月14日 私の5点なところ | #02 2023年10月14日 私の5点なところ | #02 2023年10月14日 私の5点なところ | #02 2023年10月14日 私の5点なところ |
| ラジオネーム                       | 内容 | 時間                               |                                    |
| ---------------------------------- | --- | ---------------------------------- | ---------------------------------- |
| ピロティ                           | お風呂でipadを読んで洗濯物入れカゴの上に置きそのまま洗濯してしまいました                                                                     | 20’38”頃                           |                                    |
| 社員マスカット                     | 湯船でブドウを食べることを至上の贅沢としていることです                                                                                       | 22’20”頃                           |                                    |
| ひなたのすいか                     | こんなに考えても5点な所が見当たりません しかし鏡が汚かった 5点に気付かず認めたくない高飛車なところが5点                                      | 23’36”頃                           |                                    |
| アジャグランディーバ               | 歯が折れたことを忘れたままシャネルのファンデーションの使い心地の良さを姉に熱弁していたところです（無事歯が入ったことをスタッフが電話で確認） | 25’15”頃                           |                                    |
| 実                                 | 目の前の事が気になってやりたいことができないところです 資格の勉強をするつもりが機関誌のクロスワードまで堪能してしまいました                  | 40’05”頃                           |                                    |
| アヤコ                             | 新しい部署のグループLINEに誘われ「入ったら何か良い事ありますか」と聞いてしまいました #優しい同僚に感謝                                       | 45’12”頃                           |                                    |
| いしゆか                           | 酒は味でなく度数で選ぶところです 座右の銘は「ストロングと書いてほろよいと読む」です                                                          | 46’08”頃                           |                                    |
| 成田市のたけちゃん                 | いけ好かない投稿をポケモン図鑑のように集めてしまうところです それをつまみにお酒を飲んでいる自分を俯瞰して見ると5点だなあと思います           | 48’52”頃                           |                                    |
| もんもんもん吉                     | 締め切りのないものは極限までやらないところです 結婚して20年過ぎてるんですが名前を変えていないままの銀行口座があります                        | 50’07”頃                           |                                    |
| 私の推しにはすね毛がない           | ウォーキングとストレッチの間 目の前に住む大嫌いな人を心の中で呪っています セロトニンは今のところ感じられておりません                         | 50’49”頃                           |                                    |

| #03 2023年10月21日 配信されていない曲＆エピソード | #03 2023年10月21日 配信されていない曲＆エピソード | #03 2023年10月21日 配信されていない曲＆エピソード | #03 2023年10月21日 配信されていない曲＆エピソード |
| ラジオネーム                                      | 内容 | 時間                                              |                                                   |
| ------------------------------------------------- | --- | ------------------------------------------------- | ------------------------------------------------- |
| 実                                                | 小さい「ハイ」を楽しみに聴いています 「恋のダウンロード」仲間由紀恵 with ダウンローズ」ごくせんで活躍中の仲間由紀恵さんがふりふりの衣装でとても驚いた記憶があります | 25’46”頃                                          |                                                   |
| アヤコ                                            | お風呂上りで頭にタオルを巻いて聞いています 「GOOD BYE夏男/松浦亜弥」当時好きだったS君は大都会でイケメン美容師に GOOD BYE夏男！                                      | 30’00”頃                                          |                                                   |
| えのきだけ                                        | 「好きすぎてバカみたい/DEF.DIVA」4人のオーラに圧倒されました お二人はハロプロで好きなアイドルはいましたか                                                           | 30’54”頃                                          |                                                   |
| あたす。                                          | 「ONLY YOU/内田有紀」のラップを息を切らさず歌えると根拠のない自信が湧いてきます                                                                                     | 33’22”頃                                          |                                                   |
| セリとなずな                                      | 「もう立派な大人/tetora」こんなに好きになったアーティストは生まれて初めてでした この曲がライブの1曲目で涙が止まりませんでした                                       | 33’55”頃                                          |                                                   |
| しっかりしたタオル                                | 釈由美子さん出演の「スカイハイ」を覚えていますか 取り壊しになった映画館の跡にビルが建ちそこで働くことになり、実質釈由美子になったのです                             | 45’12”頃                                          |                                                   |
| うぱうぱ                                          | 「Love Somebody/織田裕二withマキシ・プリースト」 アルバムに色んなリミックスがあったのが懐かしいです 友達とネバネバイントロクイズをしました                          | 42’18”頃                                          |                                                   |
| 犬撫でたい                                        | 「ひとりぼっちの歯ブラシ/桜庭裕一郎」2001年「ムコ殿」で小学生ながらにムコの存在について考え 猛烈に甘える長瀬智也さんが何故か怖かったのに毎週見ていました            | 42’59”頃                                          |                                                   |
| てんきのこ                                        | 「ハエ男/森高千里」ハエ男の連呼 上司にスリスリ会う度スリスリ 気持ち悪い当時のおじさん像をただただ語った歌です                                                       | 43’47”頃                                          |                                                   |

| #04 2023年10月28日 店員さんとの5点なエピソード | #04 2023年10月28日 店員さんとの5点なエピソード | #04 2023年10月28日 店員さんとの5点なエピソード | #04 2023年10月28日 店員さんとの5点なエピソード |
| ラジオネーム                                   | 内容 | 時間                                           |                                                |
| ---------------------------------------------- | --- | ---------------------------------------------- | ---------------------------------------------- |
| 待たない                                       | 台湾に住んでいた頃スタバのカップに「美」と頻繁に書かれ勘違いしていたが 当時USAと大きく書かれたTシャツを着ていたためでした（中国語でアメリカは美国M?iguo）                        | 24’25”頃                                       |                                                |
| 眉尻迷走中                                     | タイへ一人旅の際「ヒトリデ来タノ？友達イナイノ？」と聞かれ友達いないコンプレックスの核心を突かれ「とっ友達くらいいてますよ！」と早口の関西弁でまくし立ててしまいました           | 25’44”頃                                       |                                                |
| ファロンキャリントン                           | アウトレットでアイスの試食のピンクのスプーンに口を持って行き、ぱくりとアイスを頂いたのです 「おいし～い」の後、凍り付いた空気に自分で食べるんだと気付きました                    | 29’05”頃                                       |                                                |
| あたす。                                       | うなぎ屋さんでコーラーを頼んだ約20分後、おばあちゃん店員さんにやや息を切らしながらコンビニのテープが貼られたペットボトルとグラスを渡され、パシリに行かせてしまったと反省しました | 31’29”頃                                       |                                                |
| たけ美                                         | 小娘時代、卑猥ないたずら電話に「○○○ってなんですか」と復唱してしまい受話器を取り上げられ切られました                                                                              | 38’13”頃                                       |                                                |
| えのきのからあげ                               | 学生時代、自宅前のコンビニで店員さんより大きな声で「おはようございます！」 商品と間違え財布をレジに出し「バーコードがない…」とつぶやかれお互い5点だなと思いました                | 40’25”頃                                       |                                                |
| ここどぅりこ                                   | 溜まりに溜まったクオカード 少額なものが多くレジで次々出し恥ずかしい思いでいっぱいでした 使い終わったカードを持って帰りたかった（競走馬が載っていたから）                         | 42’02”頃                                       |                                                |
| ててて                                         | 知人が働くお店で「〇〇さ～ん！」「〇〇さん久しぶり～！」と声を掛けたら赤の他人でした わざわざインカムを外してまで対応してくれた店員さんには申し訳ないことをしたなと反省しました  | 49’45”頃                                       |                                                |
| アヤコ                                         | 優雅なワンピースで出かけ一人ラーメン屋さんのテーブル席に着いたところ、お冷やとグラスを2つ出され注文した後1つ回収されました あの店員の女も5点                                     | 51’20”頃                                       |                                                |

| #05 2023年11月04日 一人で行けない5点な私 | #05 2023年11月04日 一人で行けない5点な私 | #05 2023年11月04日 一人で行けない5点な私 | #05 2023年11月04日 一人で行けない5点な私 |
| ラジオネーム                             | 内容 | 時間                                     |                                          |
| ---------------------------------------- | --- | ---------------------------------------- | ---------------------------------------- |
| ピロティ                                 | 一人でブラついていると怪しい ところが犬を連れているだけでマトモで安全な人間と思われませんか 私にも犬がいれば | 29’21”頃                                 |                                          |
| アヤコ                                   | 新しく作られたダムでしばらく自然のパワーを全身で感じていましたがふと周りを見渡すと職員さんらしき数名がこちらを見ていました 一人でダムは行くべきではありません                                                                 | 31’29”頃                                 |                                          |
| あさひあいち                             | 無人冷凍餃子店です 窃盗被害が出て監視カメラでリュックに無造作に餃子を詰め込む犯人の映像が出るたびに思うのです 「また私が疑われるんだろうな」…と                                                                               | 33’05”頃                                 |                                          |
| 実                                       | バッティングセンターです 理由を考えてみたらホームランを打った時のリアクションが浮かばなかったからなのかなと思いました | 45’10”頃                                 |                                          |
| アス                                     | 天文台のイベントでスタッフ並に詳しい星博士のようなお子様が教えてくれたり おひとりのおばさまが終始にぎやかに話しかけてくれたため全く疎外感がありませんでした その日以外は誰も話しかけてきません あれは何だったのか             | 46’00”頃                                 |                                          |
| シングルライダー                         | USJでシングルライダーの列に並んでみたところ、一つの船に25人程で乗るジュラシックパーク（急流滑り）で 私以外24人が修学旅行であろう男子高校生だったのです                                                                        | 51’17”頃                                 |                                          |
| 稲村金太郎                               | お祭りです。家族連れとカップルしかおらず 賑やかさと比例して同じくらい悲しい気持ちになり おうちに帰ってタコ焼きを食べました | 55’11”頃                                 |                                          |
| ヒーフ―ヒッフッミッヨッ                  | 彼女と行ったカプリチョーザのイカ墨パスタの美味しさが衝撃で一人で再訪 二人からしか頼めないと言われましたが強行突破 一人で食べるの？という視線が注がれることになり改めて動揺 じっくりと味わうことができずそそくさと撤退しました | 56’45”頃                                 |                                          |

| #06 2023年11月11日 自意識が暴走した瞬間 | #06 2023年11月11日 自意識が暴走した瞬間 | #06 2023年11月11日 自意識が暴走した瞬間 | #06 2023年11月11日 自意識が暴走した瞬間 |
| ラジオネーム                            | 内容 | 時間                                    |                                         |
| --------------------------------------- | --- | --------------------------------------- | --------------------------------------- |
| 部屋着                                  | 大学進学を機に上京したその時から自意識が暴走 毎週末のように新宿GAP前に行き「私は何も意識してませーん」て顔で雑誌のスナップ隊に声を掛けられるのを待っていました 本当に黒歴史です | 05’45”頃                                |                                         |
| えのきのからあげ                        | 高校生のころ好きなラッパーの楽屋訪問チャンスに当選しました そんな必死なファンじゃないですよ感を出したくなり 訳ありカステラお徳用を買って行ってしまいました | 32’36”頃                                |                                         |
| もんもんもん吉                          | 仕事中に鼻水が出た瞬間 フィギュアスケーターとしての自意識が降りてきました 背筋を伸ばし指も綺麗に伸ばして優雅に鼻をかみティッシュを捨てました すると「さぁ行くわよ」と謎のやる気に満ち溢れました                                                                                                 | 37’36”頃                                |                                         |
| あや                                    | 綺麗に写ったプリクラを見て「自分てこんなにスタイルが良くて美人なんだ」と自己陶酔している瞬間 あまりに陶酔が酷い時はプリクラを拡大して写真にしています | 39’01”頃                                |                                         |
| なむ                                    | 友達と生まれてから今までの写真を見せ合う会をしたことがあります 自意識が暴走する中学2年生頃はみんな目を覆いたくなるような服装や髪型をして人生であの日ほど笑ったことはありません | ’40”12頃                                |                                         |
| フラミンゴ                              | ヨガ教室の体験に ご婦人好みのTシャツに 若さを取り入れたくてアディダスのレギンス この後ランチってことになった時に備えて着替えとお財布 割り勘がスムーズにいくよう現金多めに…など備えて行きましたが 当日挨拶以外で話している人はいませんでした                                                     | 41’25”頃                                |                                         |
| あさひあいち                            | イオンの理髪店でカットが終わりハンディミラーで「後ろの方こんな感じですけど」ここぞまさしく自意識が爆発する瞬間なのです 「あ…はい それでいいです」と蚊の鳴くような声で生返事をする恥ずかし目に満ちまた今夜も負け戦の私です                                                                       | 49’29”頃                                |                                         |
| パーティーグッズ                        | ど田舎から上京 表参道をRihannaを聞きながら勝ち気に歩いていましたら見知らぬスーツの方から声を掛けられることがありクールに「人を待たせているので」とその場を後することが数回続いたため これはもう芸能界が呼んでいるなと 違いないと 私で良ければと話を聞いたところベッドマットレスのキャッチでした | 50’54”頃                                |                                         |
| たけ美                                  | 年に2回庭の葉が落ちます さて落ち葉を回収する範囲はどういたしましょう 迷惑？の自意識の日は共有道路の隅々まで葉を回収 嫌味？の自意識の日は自宅前道路の半分だけ回収 自意識が不安定な日は「迷惑？嫌味？私はどうしたら？！」とパニックです 落ち葉シーズンは自意識のせめぎ合いです                    | 54’00”頃                                |                                         |

| #07 2023年11月18日 5点なできないこと | #07 2023年11月18日 5点なできないこと | #07 2023年11月18日 5点なできないこと | #07 2023年11月18日 5点なできないこと |
| ラジオネーム                         | 内容 | 時間                                 |                                      |
| ------------------------------------ | --- | ------------------------------------ | ------------------------------------ |
| こけし                               | レシピ通りが料理を作れないことです 調べるくせに「私も出来るのよ」という自意識が邪魔をして素直にレシピ通りに作れず意図しない名前の付けられないものが完成します 昨日は謎の平たいスポンジみたいなものが焼き上がりました                                                                                                 | 07’22”頃                             |                                      |
| ビックル                             | 布団に布団カバーを付けることです 紐を縛るのがどうしてもできません 角が逃げていきます 最終的に自分自身がカバーの中にもぐってしまいます 格闘が嫌で年に2回程しか洗濯をしません | 25’13”頃                             |                                      |
| 茹でた煮汁                           | 下着を手洗いできない5点な人間です 今まで一度も手洗いしたことがありません 洗濯ネットに入れて他の洗い物と一緒に洗濯機にぶち込んで普通モードで洗っています | 26’40”頃                             |                                      |
| くま                                 | リコーダーを演奏することです 小学生の頃初回の授業を休んでしまい後ろの穴を塞いだり開けたりする行為を知らないままにしてしまい 私だけ不気味な音色を奏でておりました | 28’45”頃                             |                                      |
| アス                                 | 顔を洗う時に息継ぎが出来ないです タイミングを間違えると水を顔に当てた時に吸ってしまい溺れそうになります お風呂場であふあふしてます 本当に怖いです | 30’16”頃                             |                                      |
| 名古屋のアラフォー女                 | ウィンクができません これが出来ないとアイドルになれません ウィンクさえできれば…と何度テレビや雑誌を見て思ったことか そして時を経て 娘も息子もウィンクができません 心の中で「あなたたちをアイドルにさせてやれなくてごめんね」と悔やんでおります あとブラジャーのホックが背中で留められません                          | 37’33”頃                             |                                      |
| 中村エヅ子                           | ゴミをゴミの日に捨てることができません 朝起きるのが無理で車にゴミ袋を詰め込んで市のごみ焼却場に持ち込んでお金を払ってやってもらいました あのお金本当に無駄でした | 39’21”頃                             |                                      |
| 米                                   | 洗い物がいつも溜まってしまいます 最近気づいたことがあります 炊飯器は洗わなくて大丈夫です カピカピな米がこびりついた炊飯器に新しい米を入れて水を入れて炊きます 何の問題もありません お腹も壊してません 是非試してみてください                                                                                         | 42’22”頃                             |                                      |
| なむ                                 | 上手に白目をむくことができません 職場で嫌われ者の上司から的外れな指示を受けてイライラしながらふと後輩を見ると 問題の上司からは見えない角度で私に向かって白目をむいて無言のメッセージを発していました (やってられませんね…)と 私も真似したい 白目には白目で返したいと練習したのですがどうしてもうまくいきませんでした | 44’40”頃                             |                                      |
| うみちこ                             | 先週の「自意識が暴走した瞬間」について 地元の どローカルラジオ番組に出演した際 趣味 普段の生活で気を付けていること ドバイ旅行の思い出等話しまくりました 他の方の回を拝聴し「え、こういう事話すの?!」誰も自分個人をアピールする場として使っておらず恥ずかしすぎて自分のゲスト回は闇に葬りました                       | 48’33”頃                             |                                      |

| #08 2023年11月25日 近所の人との5点なエピソード | #08 2023年11月25日 近所の人との5点なエピソード | #08 2023年11月25日 近所の人との5点なエピソード | #08 2023年11月25日 近所の人との5点なエピソード |
| ラジオネーム                                   | 内容 | 時間                                           |                                                |
| ---------------------------------------------- | --- | ---------------------------------------------- | ---------------------------------------------- |
| あたす。                                       | 帰省の際 犬の散歩をしていたらお隣のおばあさんに遭遇 「あんたどっちね？お母さんの方か？東京行っとる娘の方か？」と聞かれ苦笑いで「どっちでもいいでーす」と答えておきました | 10’18”頃                                       |                                                |
| くま                                           | 初めて一人暮らしをした時 集合郵便受けのダイヤル錠の開け方が分かりませんでした 同じマンションの住人に「何番にダイヤルを合わせれば良いですか」と聞いてしまい 冷静に「部屋ごとに番号が違うと思いますよ」と教えてくれる住人さんだったので助かりました                                                    | 32’50”頃                                       |                                                |
| しっかりしたタオル                             | お風呂で窓全開でオペラを熱唱するご近所さん おじさんの裸が視界に入り悲鳴を上げたことがあります ちなみにその家の前を通るとセンサーでとんでもない明るさの防犯ライトがつきます | 33’39”頃                                       |                                                |
| うみちこ                                       | 何かあるたび菓子折りを持ってきちんとご挨拶に来てくれるお隣さん これまで3回中直近2回は私たち夫婦の経営する店のお菓子でした パートナーが作り私が包装したもの とてもありがたいですがとても気まずいです 完全にここの経営者と伝えるタイミングを逃しています                                               | 34’22”頃                                       |                                                |
| ほり                                           | お庭に穴を掘ったりアーチを組んだりしているご近所さん いつ完成するのかと思い観察していたら20年位経ってしまいました「サクラダ・ファミリアのようですね」と喉元まで出かかっては飲み込む日々を過ごしております                                                                                            | 35’34”頃                                       |                                                |
| フルムーン満月                                 | カナダ留学で駅まで10分の距離を歩いていた時 ヒールを履いたキャリアウーマンを追い抜いたところすぐさま追い抜かれお互いヒートアップ 勝ち負けつかずに駅に到着 また別の日後ろからコツコツとヒール音が聞こえ恐る恐る振り返るとその女が…暗黙のルールで走ることはせず隔週水曜に競歩で争う関係になっていました | 40’55”頃                                       |                                                |

| #09 2023年12月02日 いつの間にか覚えていたこと | #09 2023年12月02日 いつの間にか覚えていたこと | #09 2023年12月02日 いつの間にか覚えていたこと | #09 2023年12月02日 いつの間にか覚えていたこと |
| ラジオネーム                                  | 内容 | 時間                                          |                                               |
| --------------------------------------------- | --- | --------------------------------------------- | --------------------------------------------- |
| 茹でた煮汁                                    | 会社のおじさん達と呑みに行った時の模範解答をいつの間にか身につけました「えっ少しだけでも払わせて下さいよ～今度私から誘いにくくなっちゃうじゃないですかあ」この回答の万能なところは 一.おじさんたちが気分が良くなる 二.多少払っておくことで今後誘われても負い目がなく断りやすい 三.また呑みに行ってもいいかなと思ったら誘いやすいと三方ヨシなところです | 09’50”頃                                      |                                               |
| かに                                          | プリンの咀嚼方法はこれでいいの？ということです 皆さん口に入れてから飲み込むまでどうやって咀嚼していますか 私は舌と前歯の裏で裏ごししてからなめらかにして味わっています しかしこれは私はすきっ歯だからできる味わい方かもしれません | 24’43”頃                                      |                                               |
| I LOVE NY                                     | トイレの流すレバーです もしかして手でギュッとするのが本当のやり方ですか 手でやるのが正解だとしても直接触るのは気が引けるのでトイレットペーパーを当ててやろうと思います ちなみにトイレットペーパーをトイぺと略すのは反対派です | 27’39”頃                                      |                                               |
| あさひあいち                                  | お土産などの贈り物を頂いた時の一度目はとりあえず断ります そこで相手がかぶせてきたら しめしめとしっかりと受け取ります もっと断り続けた方がいやらしくないのでしょうか かといって最初から受け取るのはあまりにも鼻息荒く見えそうで恥ずかしいです しょうちゃんヴァジャさんは何回目で受け取りますか                                                          | 29’59”頃                                      |                                               |
| フルムーン満月                                | 小学３年生の息子が時々「お母さんコラ～」と満面の笑みで話し掛けてきます なぜ怒っているのに笑顔なんだろうと思っていましたがその謎が解ける瞬間は突然やって来たのです 車の中で「小さな恋のうた/MONGOL800」を「♪こぉら～あなたにとって～」と気持ちよさそうに熱唱しているのです 言い間違いはその都度直していたのですが呼び掛けは盲点でした                   | 31’37”頃                                      |                                               |
| なむ                                          | アルバイトの面接を受けるために履歴書を用意しました しかしなぜか採用してもらえないことが続きました ようやく採用してくれた会社の人が後で教えてくれたのですが 私が捺していたハンコはなんと訂正印だったのです 当時の私は深く考えずその小さなハンコを自信満々で履歴書に捺していたのでした                                                                   | 37’00”頃                                      |                                               |
| フラミンゴステークス                          | ご近所さんの車のナンバーです レストランとかスーパーの駐車場で認識して上手に避けるのです 見ない振り会わない振りをするのです 絶対目を合わせてはいけないのです そんなことを繰り返しているうちにいろんな人の車のナンバーがふわっと頭に入っているのです 私の危機管理能力です                                                                                | 40’04”頃                                      |                                               |
| 茹でた煮汁                                    | ラーメンやうどん パスタなどを音を立てず上品に食べたい時 口の中で舌にくるくる巻きつけて溜めて食べています 合っているでしょうか | 41’55”頃                                      |                                               |
| 寝太郎                                        | 人への気遣いです お蕎麦を食べに行き先輩のお冷やのグラスが空になっていたので卓上のポットを手に取り注ぎました それは蕎麦湯でした 氷が溶けて湯気が出ていました 「気が使える私」の自意識でいましたがそれさえ5点でした | 46’55”頃                                      |                                               |

| #10 2023年12月09日 今年知ったこと | #10 2023年12月09日 今年知ったこと | #10 2023年12月09日 今年知ったこと | #10 2023年12月09日 今年知ったこと |
| --------------------------------- | --- | --------------------------------- | --------------------------------- |
| ラジオネーム                      | 内容 | 時間                              |                                   |
| ダムを作らないビーバー            | パートナーがメロンパンがすごく美味しいということを今年知ったそうです 美味しすぎて毎日職場で食べているという秘密を私は今年初めて知りました | 29’06”頃                          |                                   |
| 社員マスカット                    | ヌートバーが人間の名前だということです 流行語かな？野球用語かな？と探りを入れてしまいましたが最も恐れていた 人のお名前でした「私もヌートバーする～」みたいに不用意に使う前に知れて良かったです | 29’51”頃                          |                                   |
| ドコカ                            | 棒棒鶏を「ぼうぼうどり」と読んでいました あと「とんかつの和幸」をずっと「とんかつのかずゆき」だと思っていて店員さんに「かずゆきセットください」と言ったら「わこうセットですね」と言われ気付きました | 30’30”頃                          |                                   |
| 茹でた煮汁                        | メガネ跡はもう消えないということを今年知りました いつもメガネの私ですがお風呂で3歳の息子に「お母さーん鼻のところが凹んでるよ」とメガネ跡を指摘されました 若いころは数日コンタクトにしていれば消えたメガネ跡ですが35歳になったいま1週間経っても鼻の所は凹んだままでした 私はもうこのまま死ぬまでずっとメガネ跡と共に生きていくんだなと感傷に浸った今年の出来事でした | 31’42”頃                          |                                   |
| てんきのこ                        | マリオとルイージが兄弟ということです 今年公開した映画でニューヨークで配管業をしていて「あ、だからスーパーマリオブラザーズなんだ」と初めて知りました それまでルイージはマリオの舎弟のような存在だと思っていました 実はタイトルから正解は書かれていたんだなと感動しました                                                                                             | 33’27”頃                          |                                   |
| タマコンニャクウオ                | ディズニーシーの海底２万マイルは本当は海に潜っていないということです 目の前のガラスに気泡ができるので本当に潜っているのだと思っていました 「千葉の海って意外と綺麗なんだね」と呟いたところ一緒に行った人に「は？」と言われそこで真実を知らされました | 38’17”頃                          |                                   |
| アヤコ                            | クリビツテンギョウしたことはペットの七五三をお祝いする人がいるということです 犬や猫に晴れ着を着せて神社にお参りしたり記念撮影をすることは昔から行われていたのでしょうか 批判する気はありません ただちょっと驚いただけですていたのでしょうか | 40’28”頃                          |                                   |
| フルムーン満月                    | 驚きすぎて言葉が出ないとき鳥肌が立つということです 初めて自分のお便りが読まれた時まさにこれでした 先週息子と聴いていたのですが息子は「MONGOL800」と聞いて自分の事だと気付き目が２倍くらいに開いて驚いていました 人は疑いが確信に変わった時こんな顔をするんだなと新たな発見でした                                                                                    | 42’17”頃                          |                                   |

| #11 2023年12月16日 注目された時の5点な話 | #11 2023年12月16日 注目された時の5点な話 | #11 2023年12月16日 注目された時の5点な話 | #11 2023年12月16日 注目された時の5点な話 |
| ---------------------------------------- | --- | ---------------------------------------- | ---------------------------------------- |
| ラジオネーム                             | 内容 | 時間                                     |                                          |
| えのきのからあげ                         | 役員面接で長テーブルにずらりと座っているおじさん 「わあスナックみたーい」と言ってしまいました 私がバイトをしていたスナックの所在地やママの名前までお伝えし和やかに面接は進みましたが果たしてこれで良かったのか？と帰り道不安になりました 結局採用していただき今でもそのおじさんたちと働いています ゆるい会社でよかったです                                                                             | 06’05”頃                                 |                                          |
| なむ                                     | 一旦停止違反でパトカーに捕まったときのこと 現場は住宅街で運悪く近所の子供たちが近くを通りかかったところでした パトカーを見つけた子供たちのボルテージは最高潮 次々に集まって来てキラキラした目で「おまわりさーん それ犯人ー?」と質問をぶつけます それに気づいた他の子供まで集まり始め最終的に10人以上に囲まれました                                                                                     | 25’28”頃                                 |                                          |
| 社員マスカット                           | 洋服を褒められた時「実はユニクロで990円だったのー」とか「マルエツで買ったやつなのー」とか言ってプチプラ服を活かせてる私を演出してしまいます それにとどまらず「えーこれ大学生の頃奮発して買ったやつだけどボロボロだよー」とかいって 良い物買った＋今でも学生の頃のものを着られている私を演出してしまうとき本当に私は5点だなあと思います                                                                 | 26’28”頃                                 |                                          |
| うみちこ                                 | パートナーと同棲し始めの頃知人を集めて鍋パーティーをしました 大人数の集まりや家に人を招くことに慣れていなかった私は終始緊張 締めに振舞った雑炊を何故か大絶賛され突然注目を集めパニックになった私は「わ、わ、わたしは作っていません！」と答えてしまいました もちろん私が作りました ボケだと思われて笑ってもらえたので良かったです                                                                       | 30’08”頃                                 |                                          |
| どんころぐま                             | 小学1年生の時運動会の練習での出来事です 先生が「おっきい声出してー」と壇上でマイクで指導していました 真面目な私は精一杯の大声で練習しており それが先生の目にとまって「この子を見習うように」と私を壇上に 先生からマイクを受け取りましたがマイク初体験でボリューム加減が分からすそれまでの練習と同じ大声でマイクで叫びました 褒められるはずが変な空気になりました                                       | 31’10”頃                                 |                                          |
| 味噌女パラダイス                         | 小学校２年生 学校行事で代表としてステージで踊る一人に選ばれました 横顔を見せて踊った方がかっこいいと謎の自意識になってしまい終始右を向いたまま身体は客席を向いて踊りました 次の週給食の時間にあのステージのビデオを見ました 全然かっこよくない私の姿を見て本当にがっかりしました | 32’42”頃                                 |                                          |
| あたす。                                 | 結婚式の二次会で新郎新婦それぞれの友人がペアになりカラオケで点数を競う余興がありました 私とペアになった真面目そうなA君はソーラン節ばりの低い構えで天を仰ぎながら「ここでキスして/椎名林檎」を情熱たっぷりに歌い始めました マイクはGLAYのTERUさんの持ち方です 私はA君の勢いに負けほとんどユニゾンすることなく終わってしまいました 順位が6組中5位だったところも5点だなあと思います                       | 40’13”頃                                 |                                          |
| 部屋着                                   | 海外からド田舎の小学校に転入したとき全校生徒の前で英語で自己紹介をさせられたことです だいぶ経ってから「何言ってるか分からなかったけど凄い奴が来たって思ったよ」的なことを言われました 何が5点かと言うと当の本人の私にその挨拶の記憶自体がまるっとないのです 嫌すぎて記憶から抹消してしまったようです                                                                                                   | 49’44”頃                                 |                                          |
| ここどぅりこ                             | 私は結婚式の司会をすることがあります 「ではご注目下さい」と新郎新婦側に寄ろうとしたところ滑ってコケてスライディングの状態で横切りメインキャンドルに激突しました 経験の浅かった私は何もなかったことにしてそのまま進めました あれから15年 最近また滑ってコケました あの頃とは違い「私のようにならないで下さいね」と話す余裕が出来ました 5点な出来事が起こっても人は成長する 皆さんに是非お伝えしたいです | 51’18”頃                                 |                                          |

| #12 2023年12月23日 クリスマス/年末の5点な話 | #12 2023年12月23日 クリスマス/年末の5点な話 | #12 2023年12月23日 クリスマス/年末の5点な話 |  |
| ラジオネーム                                | 内容 | 時間                                        |  |
| ------------------------------------------- | --- | ------------------------------------------- |  |
| ぷくりん親方                                | 私は毎年シャンメリーを買うのですが揺らしてしまっているのかテーブルに溢れさせるというのを繰り返しています お酒も炭酸も普段から飲まないので年一のシャンメリーなのに学習せず こぼれさせてから思い出すのを繰り返しています 今年も先ほど…思い出したのでメールしました | 7’55”頃                                     |  |
| あたす。                                    | 母の勤務先の忘年会は各部署ごとに余興をし上位３位までに賞金が出るというものです ある年末に田舎に住む母から電話があり「あんたと友達のセーラー服を３着くらい借りたい」と言われ地元の友達に連絡をして何とか母に納品 結果は２位 平均年齢54歳のベテラン女性7人でセーラー服を着てボックスステップを踏みながら「明日があるさ」の替え歌で更年期あるあるを歌ったそうです               | 12’59”頃                                    |  |
| アス                                        | クリスマスにピザの配達のバイトをしていてLサイズを3枚も注文してくださったお客様の玄関でお客様の目の前で箱に入ったピザを盛大にひっくり返し落としたことがあります 平謝りでした 許してくれました 今夜はピザやさんも忙しいと思います ラジオを聞きながら焼いていますよね 事故のないよう頑張ってください                                                                            | 30’23”頃                                    |  |
| なむ                                        | ある年のお墓参りでバケツに水を汲んでいると知らないおばあさんに「大学生？」と話し掛けられました 当時30歳をとっくに超えていた私は宙に浮くほど嬉しく食い気味にこう答えてしまいました「ハイそうです」と ご先祖様に手を合わせているとあのおばあさんが不可解な面持ちでこちらをじっと見てフリーズしているのが見えました 田舎では墓石を見れば家の場所 家族構成など一瞬でバレるのです | 30’57”頃                                    |  |
| だらしないかたつむり                        | 中学時代吹奏楽部に所属していた私はクリスマスも部活のため学校に向かっていました ひらひらと降り始めた雪…今年はホワイトクリスマスかあと呑気に考えていると頭上に一羽のカラスが まさかと思った悪い予感は的中 セーラー服の襟の部分にフンを落とされてしまいました 降りしきる雪の中 初めて付けられた糞尿を見てシンプルに泣きました                                                   | 32’14”頃                                    |  |
| ここどぅりこ                                | 若い頃クリスマスから年末にかけて恋に破れていました 寒い間悲劇のヒロインぶって引きこもり 春 暖かくなってくると外に出て恋が芽生え 夏に大盛り上がり 秋に不安になり 冬に破局を繰り返した結果 春の陽気に誘われて恋しなければ良いのでは？と思い至り毎年暖かくなるたびに「平！常！心！平！常！心！」と自分に言い聞かせて過ごしていた時期がありました                                | 41’27”頃                                    |  |
| ヨシスパ                                    | 明日は朝からマンション住民総出の餅つき大会です 午後からは有馬記念 夜は一足早くお餅を食べクリスマスをすっ飛ばして正月到来です クリスマスをガン無視するのも悪くないですよ 来年も応援しています | 42’57”頃                                    |  |
| ひなたのすいか                              | ある年に友達夫婦 友達夫婦 私の5人でパーティーしました 美味しいごはんを作ってくれて楽しく食べていた時 私はテンションを上げすぎてしまったせいでお箸をかじってしまいお箸の先が欠けてしまいました 割り箸ではなくお客様用の素敵なお箸を用意してくれたのに その年 別の家のパーティーでもお箸をかじりました 自宅では一回もお箸をかじったことないのに何故                            | 43’59”頃                                    |  |

| #13 2023年12月30日 浜崎あゆみ歌合戦2023 | #13 2023年12月30日 浜崎あゆみ歌合戦2023 | #13 2023年12月30日 浜崎あゆみ歌合戦2023 |
| ラジオネーム                            | 内容 | 時間                                    |
| --------------------------------------- | --- | --------------------------------------- |
| 部屋着                                  | 私はアラフォーで中高時代は北関東で過ごしたあゆの全盛期リアルタイム勢です Aのマークでデコった軽自動車をよく見ました というか今もたまに見ます そんな私のあゆと言えば一曲はやっぱり「AUDIENCE」一択です 高校時代のカラオケはまずこれを手拍子つき頭の上で手を叩くスタイルでみんなで歌いながら始めるのが定番でした | 13’55”頃                                |
| 社員マスカット                          | あゆドンピシャ世代として推薦するのはこの曲です 「私は私のままで立ってるよ」という歌詞が居場所探し世代を照らすだけでなく♪ララ～ララ～イで始まるサビにパンチがあります 「WOW WAR TONIGHT」「survival dAnce」以来の衝撃でした PVのお姫様的な感じもなんだかバブルの残り香 | 17’39”頃                                |
| 台湾TAキタムラ                          | 15年間大ファンのTAです 「appears」は大勢の人が投稿するかと思うけど個人的にはあゆの冬曲と言えば「CAROLS」ですかね PVももちろん好きですし歌詞の「いつか過去を許せる日が来るといいのにと思ったら涙溢れた 白い雪が街を染める頃にも君のそばにいさせて 私これからも困らせてばかりかもしれないけど」が好きだった この曲が好き過ぎてガラケーのアラーム音でした 夏でも白い雪に起こされていた日々でした | 19’54”頃                                |
| シンアイ                                | 中学校で友達がカラオケで歌っていてから好きになりその年の誕生日にオールベストを買ってから それからずっと聴いています またある曲の中で私のリクエストは「Days」です あの頃は友達の彼を好きになってしまい心の中で「君を好きなままでいいですか」と呪文のように唱えていました そんな私は夜道に誰もいないことを確認して大声で歌いながら帰るのが好きです 四季折々のあゆの歌を歌いながら帰るとストレス発散になります | 20’44”頃                                |
| フランチャコルタ                        | 私と浜崎あゆみさんの出会いは小３当時どハマりしていたアニメ「犬夜叉」のエンディングテーマだった「Dearest」です アニメのエンディングで初めて流れた時の衝撃は今でも覚えています その後発売されたアルバム「I am..」が私が初めて買ったCDです おじいちゃんから誕生日プレゼントで買ってもらったポータブルCDプレーヤーで何度も何度も聴きました | 21’28”頃                                |
| カニ                                    | あの頃の名曲の数々と悩んだんですが私は「Movin' on without you」をリクエストします そうです 宇多田ヒカルの名曲のカバーです しかしただのカバーではなくあゆはしっかりと自分のものにしています 宇多田ヒカルの大人っぽい歌詞をあゆがあゆらしく歌い上げることで「自分もこんな恋愛したような気がする」といつも記憶が改ざんされています いい女になりたい時に聴いてみてください | 22’20”頃                                |
| くま                                    | 私のリクエストは2004年に発売されたアルバム「MY STORY」に収録されている「About You」です 私は小学生の時からあゆが好きでしたが 当時周りの男子生徒は男性アーティストやHIP HOPの曲が好きだと言っており何となくあゆが好きだとは言いにくい雰囲気がありました しかし高校に入学してすぐに仲良くなった友人がたまたまあゆの大ファンでした その友人はライブに行ったり新曲が発売日に学校を休んでCDを買いに行くくらいのあゆの大ファンでした あゆの歌詞のように居場所がないと感じていた小中学生時代でしたがこの友人と出会って初めて好きな物を好きと言える嬉しさを知り居場所が見つかったような気持ちになりました それまではTSUTAYAであゆのCDを借りてMDに録音していましたが初めて友人から借りたあゆのCDが「MY STORY」でした 中でも1曲目に収録されている「About You」は一番の思い出の曲です 古くからの友人はほとんどいない私ですがこのあゆ好きの友人とは今でも誕生日おめでとうのメッセージを送り合ったり年に１回は呑みに行く仲です | 23’05”頃                                |
| ひなたのすいか                          | 私のリクエストは「Boys & Girls」です 今はなき としまえんで開催されたカラオケ大会のようなのど自慢大会のようなステージで当時大好きだったこの曲を歌った記憶があります 小学校高学年かなー カリスマあゆ最高 | 34’39”頃                                |
| しっかりしたタオル                      | この時期 傷がついて売り物にならないりんごをよく貰います 袋いっぱいのりんごを冷蔵庫におさめている時袋が崩れ床にりんごが転がりました その瞬間浜崎あゆみの自意識が降りて来たのです 今夜はナポリタンにしよう ガーベラを食卓に飾らねば 何色だっけ 浜崎あゆみ「YOU」 よい年をお迎えください | 35’18”頃                                |
| もう年末か                              | 私のリクエストは「monochrome」です 小学生の時から大好きな曲でずっとカラオケで歌い続けていますが いきなりブチっと終わるラストに 一緒にカラオケに来た友達全員毎度ざわつかせてしまいます 「えっ何 強制終了したの？」と言われてしまいますが「そういう曲なの」と言うとせっかく温まった雰囲気が振り出しに逆戻り でも大好きなのでこれからも歌って行きたいです | 35’12”頃                                |
| 茹でた煮汁                              | 浜崎あゆみの高音ボイスに憧れるも練習の機会になかなか恵まれなかったある休日「みんなでスーパー行くけど一緒に行く？」という母の誘いを断り一人で家で留守番することに成功 誰もいない家であゆになり切って大声で「For My Dear...」を歌い始めました すると ♪夢に見た幸せは掴むまでが一番いい 手に入れて…まで歌い上げたところでブフォッという笑い声 振り向くと姉が立っていました 私の知らない所で姉も母の誘いを断り家に残っていたのです そんなことは知らず歌い爆笑されたあゆの「For My Dear...」あと少しで高音キーにたどり着けたのになーと今でもたまに思い出します | 38’11”頃                                |
| 犬撫でたい                              | 1999年リリースの「TO BE」でお願いします 当時は「桃の天然水」CMソングとして起用され 切ない曲のイメージと程遠くカラフルで奇抜なファッションのあゆが万華鏡のように渦巻く個性的なMVでした 「黒が好きなあゆにとって大冒険だったのでは？」という当時のインターネット掲示板の書き込みも含めて大好きでした 私がこの曲を知ったのは衝撃的なジャケットで話題になった白あゆのアルバムでした 小学生ながら密かにあの姿に憧れ 大人になったら同じ髪型同じファッション同じポーズがしたいと意気込んでいましたが 大人になった今 人前であんな真似は絶対に出来ないし想像しただけで面白いので あゆのカリスマ性を感じます | 39’25”頃                                |

| #14 2024年01月06日 年末年始の５点な話 | #14 2024年01月06日 年末年始の５点な話 | #14 2024年01月06日 年末年始の５点な話 |
| ラジオネーム                          | | 時間                                  |
| ------------------------------------- | --- | ------------------------------------- |
| マーラカオ                            | 年末にバーGOTEN宛に年賀状を送ろうとしたところ書き始めたのが遅くてまだ送れていません 今から送っても間に合いますか | 20’26”頃                              |
| りょうちゃん                          | 今年は豪華に寿司を食べながら年末年始を過ごそうと思い12月半ばに予約した寿司を受け取りに行ったところ手違いで５人前を注文していました お察しの通り私は一人です 店員さんから「5人前でお間違いないですよね？これからパーティーですか？」との問いかけに驚きを必死で隠しながら「はい５人でパーティーです ５人で食べるので やっぱりパーティーっていいですよね！」と訳の分からない2023年最後の嘘をついてきました 新年を迎える前で本当に良かったと思います 2024年もよろしくお願いします | 33’10”頃                              |
| あたす。                              | 今年のお正月に実家の近所の喫茶店に行った時の話です いつも7時くらいからオープンしているので今９時50分なので混んでるかなーと心配をしながら窓の外から中を覗くと店内はガラガラ ラッキーと駐車場に車をとめ入口に向かうと軽く触れるタイプの自動ドアが触れても開かない 「正月早々故障かい！」と母と突っ込みながら手でドアをこじ開けて進むともう一つの自動ドアも開かない「二つとも故障？このお店もツイてないねー」と笑いながらもつもこじ開けて入ると絶賛朝礼中のスタッフさんが気まずそうに「申し訳ありません 10時からオープンです」と言われ私たちもそこでようやく気付いたのです お正月ですもんね そりゃ開店時間も違います しかし気付いた時すでに遅し 実はオープンを今か今かと車の中で待っていた他のお客さんが私たちの突入を勘違いしワラワラと入口に押し寄せてしまったのです 新年早々私たちのせいで入口をパニックにさせお店を9時50分にオープンさせてしまいました 歯切れの悪い初朝礼にさせてしまったことが申し訳なく本当に５点なスタートだなと思いました | 34’44”頃                              |
| かたすてんぐ                          | 新年早々しでかしたことは多賀大社へ初詣に行って本殿まで長蛇の列 急いでいたので遠くからお賽銭を投げると前の方にいた人の頭に命中して思い切り当たりました「痛ぇ！誰や」と当てられた人は怒っていました 知らない顔してましたが神様許して | 42’00”頃                              |
| ここどぅりこ                          | 小学年生の私は先生が喜びそうなことを察知して言う結構いやな女でした 当時は冬になると授業の前にマラソンの練習をさせられていたのですが何を思ったのか担任が「冬休みも練習する年末年始もやろう」と言い出しました「正月くらい遊びたい」とクラスメイトは大反対 その時前日に吉田松陰の伝記を読み終えたばかりだった私はいらんことを行ったのです「松陰は正月も普段と変わらない日常のひとつだって言ってたよ」と 今なら空気読めよと思いますがあの頃は「偉人の伝記を読んで引用しちゃう私」に酔っていたのだと思います 先生も喜んでいました 結局練習は自主参加になったのですが１月1日私は寒いからと練習に行きませんでした 何なら冬休みのマラソン練習行ってなかったかもと思います 反対したクラスメイトは正月も練習に行ったそうです いまだに穴があったら入りたい思い出です | 42’57”頃                              |
| なむ                                  | 昔私が働いていた職場は何故か年末の最終日に一人一本新巻鮭が配られる習慣がありました まだ若かった私にとって一本丸々の鮭は本当に迷惑で 鮭を持って帰るところを誰かに見られるのも恥ずかしく かといって断るわけにもいかず年始は黙々と鮭の消費に努めていた思い出があります ネオおばさんになった今不思議なことにあんなに嫌だった鮭が懐かしいのです スーパーで買う鮭よりも美味しかったような気がして… さて私はこのメールで何回鮭と言ったしょうか | 47’51”頃                              |
| ひなたのすいか                        | 以前ディズニーのチケットが1枚だけ当たったと相談した者です しょうちゃんにご助言いただき また千葉の海底も見たかったのでお正月休みにディズニーシーに行ってきました 14年間誰にも誘われなかったのに一人で行く覚悟をした途端なんと友達からディズニーに誘われたため二人で行きました 待ち合わせの関係でパーク内に入るまでは一人で長蛇の列に居ましたが私に関心を持つ人は本当に誰もいませんでした 自分の自意識過剰さを改めて自覚しました 今年はもう少し自由に生きて行きたい場所にも行きたいと思います 海底2万マイルに乗りました 巨大なタコや光るエイリアンなど千葉の海底は想像以上に怖ろしかったです 乗り合わせた幼児さんは「ふざけるなよ～」とパニックギャン泣きでした また見に行きたいと思っています そして二人でしたがシングルライダーも体験しました 最高 | 49’15”頃                              |

| #15 2024年01月13日 笑ってスマせて！老化の話 | #15 2024年01月13日 笑ってスマせて！老化の話 | #15 2024年01月13日 笑ってスマせて！老化の話 |
| ラジオネーム                                | | 時間                                        |
| ------------------------------------------- | --- | ------------------------------------------- |
| めまい                                      | 私が老化を感じたのは首に赤いホクロみたいなものを見つけてなんだろうと思いググってみたところ 老人性血管腫という名前だったことです 友人にも言えないような話を送れるお二人のラジオに感謝しています これからも楽しみにしています | 07’41”頃                                    |
| びんどん                                    | 今お風呂から出たところなんですが老眼鏡をかけながら口周りを剃ってるところです おばさんを通り越しておじさんになりそうでハラハラします | 24’54”頃                                    |
| あさひあいち                                | 私が鼻音ふがふが鳴らしながら皆さんにお伝えしたいのがこちら なんといっても旅先など初めて訪れる施設で気を付けること そうおトイレの確認です 個室の数 混雑具合 内部の様子などチェック項目はたくさんありますが何より大切なことはその施設でみなさん主に活動するエリアからの距離です 年と共に尿意を感じてから堤防決壊までのスパンが短くなってきますので細心の注意が必要なのです | 27’00”頃                                    |
| タマコンニャクウオ                          | 私が老化を感じたのは美容クリニックに対する印象が変わった時です 当時二十代だった私は美容クリニックはより綺麗になる場所でいうなればプラスをさらにプラスにする場所でした それゆえなんとなくハードルが高かったのです ところが三十代後半の今 美容クリニックデビューしている友人のなんと多いことか 彼女らの話を聞くと シミを消したい シワを消したい 下がった皮膚を上げたいなどなどいつの間にか美容クリニックはマイナスをゼロにする場所になっていました それゆえハードルもガクンと下がります 私も初めて美容クリニックを予約しこの度シミ取りに挑戦することにしました それにしてもマイナスをゼロにするだけに金も時間も使うなんてピチピチだった頃には思いもしなかったです | 28’34”頃                                    |
| ここどぅりこ                                | 去年は秋になっても暑かったですね でもこの暑さが気温が高いからなのかそれとも更年期によるものなのかお年頃の私にはわからなくなることがありました 同世代の女性だとお互い更年期の可能性があるのでわざわざ若い子を捕まえて「今日暑い？」と聞いて回り「暑いです」と言われると年齢によるものじゃなかったと安心していました という話を母にしたところ「お母さんくらいになるとね 周りに今日空かすんでない？って聞くのよ 黄砂なのか白内障なのかわからないから」と言われました 私なんてまだ老化の階段を上り始めたばかり 30年後のバーGOTENの老化特集が楽しみになりました | 30’46”頃                                    |
| なむ                                        | 職場で「なむさんお電話でーす」と言われて「はーい」と返事をすると呼ばれていたのは別の人だったという事がよく起こります とにかく全部私を呼んでいるように聞こえるのです 電話を繋いでくれる若者に「誰を呼んでも全部なむさんが返事してくる」と大笑いをされましたが 笑っていられるのも今のうち 今日もどこかで私の名前を呼ぶ声が聞こえます | 33’32”頃                                    |
| 部屋着                                      | 数年前からアイドルと若手俳優の顔がみんな同じに見えます「この人かっこいい なんていう人？」って何回も聞いているので「いい加減 吉沢亮くらい覚えてよ」と息子に呆れられています 毎回新鮮にときめきを味わっています メンバー全員の顔と名前が一致するのは嵐までです | 36’43”頃                                    |
| うみちこ                                    | 公園の横を歩いていたら少し離れたところに小学４年生か５年生くらいの男の子たちが数人おり その中の一人が私に注意を向けているのに気付きました 意味もなくただボーっと私を見ていただけだと思います でもあまりにもじーっと見ていたからか友達に「誰？知ってる人？」と聞かれたその子は「いや知らない なんかアラフォーの人」と答えていました 同年代の友人からいくら若々しいと言われても子供には遠目からでもアラフォーだと伝わるオーラを放っているんですよね この場合 知らないおばさんと言われた方がよほど楽でした | 38’20”頃                                    |
| すぎむらぱん                                | 私もヴァジャさんと同じく年末年始に体調を崩しまして何年ぶりかの風邪をひきました ピーク時は咳やくしゃみをするたびに下半身から出てしまう溢れる涙 「だって涙が出ちゃう女の子だもん」だなんて可愛いこと言えませんね 下腹部の筋力が落ちている証拠ですね（泣）いまだに喉と鼻の調子は完治せず若い頃は市販の風邪薬を飲んだらすぐに治ったのになあと自分の免疫力の衰えを噛みしめております | 39’48”頃                                    |
| あたす。                                    | 昨年有楽町をネオおばさん3人で歩いていた時とき テレビ番組の街頭インタビューいいですかと声を掛けられました 内容はその時世間を騒がせていたルフィー強盗団についてだったのですが 集中力の欠如 そして耳が遠い 早とちりの老化三拍子が揃った私たちは「いま話題の強盗団なんですが」の質問に「えっマカロニグラタン？あっ美味しいよね～好き好き」と見当違いの回答をふくらませ「あっ違いますルフィー強盗団ていう」と分かりやす言い直されたにもかからわず「あっポテトグラタン？あんたちゃんとお兄さんの話聞きなさいよ 具材が全然違うじゃん 私マカロニよりポテト派かも～」と勝手に大盛り上がり 伝わらな過ぎて焦ったお兄さんに「みなさん一旦グラタン忘れましょう」と制される始末 改めてもう一度質問を伝えてくれた結果「あ ごめんなさいその人たち知らないです」と結局ADさんの貴重な時間を奪っただけの迷惑3人おばさんんになってしまいました 若い頃なら恥ずかしさで走り去ったかもしれませんが 年を重ねた今は「ごめんね～寒いけどがんばって～」とお兄さんに手を振り立ち去るまでに成長しました 老いも良し悪しだなあと思ったエピソードです | 41’04”頃                                    |
| くま                                        | ここ数年スーパーに買い物に行くと老化を感じることがあります 指先がカサカサしており 野菜や魚などを購入する際に入れるポリ袋をなかなか開けることができません またポリ袋は半透明や透明なので見えづらく開封口と逆方向を一生懸命開けようとしていたことも多々あります 会計時には追い打ちをかけるように指先のカサカサ具合を試されます アルコールを購入した時などにタッチする年齢確認ボタンがなかなか反応してくれないのです 焦ると余計にできなくなり特に急いでいるわけでもないのにイライラしてくるのも老化のせいでしょうか | 43’07”頃                                    |
| フルムーン満月                              | パッと思い浮かぶ年を取ったと感じること まず一つ目 歯に食べ物が詰まりやすくなったこと 私の詰まりやすいベスト３は小松菜 ささみ いかです 二つ目 身に覚えのないあざがよくできること 30代後半も身に覚えのないアザが出来ていましたが太ももや膝など足が中心でした が40代に入り知らないうちに手の甲にアザができるようになり 日々のストレスで無意識に色んな行動に力が入り手を振り回してぶつけているのでしょうか 三つ目 指の油分 スーパーのロールになっている袋が開けられないこと 私は鼻をかいているふりをして鼻のサイドの油を指にこすり付けてからビニール袋を開けると唾よりは鼻の油の方が綺麗ですよね スーパーで鼻を触っている人がいたら注目して見てみてください きっとそのあとすぐにビニール袋を開けています | 48’06”頃                                    |
| すみ                                        | 先日夫に「ウォッシュ行こうよ」と言われたのですがいくら考えても何のことかさっぱり分からず とりあえず着いていくとそこはイオンの映画館でした どうやらディズニー映画の「ウィッシュ」に連れて行きたかったようです 数年前までは大好きなディズニーでこんな間違いされたらムッとしていましたが何とも思いませんでした 夫が老化したのか私が大人になったのか はたまた大人になるといいつつこれは老化に入るのかと思った話です | 50’17”頃                                    |

| #16 2024年01月20日 恋愛テーマソングリクエスト | #16 2024年01月20日 恋愛テーマソングリクエスト | #16 2024年01月20日 恋愛テーマソングリクエスト |
| ラジオネーム                                  | | 時間                                          |
| --------------------------------------------- | --- | --------------------------------------------- |
| ピュアキュア                                  | 私の思い出の曲は175Rの「手紙」です 175Rは私が小6くらいに流行り出しカースト上位の男子がCDを貸してくれてそれをMDにダビングしCDデッキや 出先ではMDプレーヤーで聴いていました 彼とは中3の時に付き合ったのですが彼が「手紙」をギターで弾いて私が歌うということを2人でやっていました | 03’29頃                                       |
| えのきのからあげ                              | 私の恋愛ソングは愛内里菜さんの「Sincerely Yours」です 当時ハタチだった私は年上のDJに恋をしていました 彼から「大阪心斎橋のクラブでイベントに出た後にお茶しようね」と誘われ私は夜10時の心斎橋駅近くに指定された場所に向かいました でも全然彼は来ずメールも返って来ず夏だったので暑いし終電の時間も近付くし どうしようと思っていた時に向かいのビルの大型ビジョンから繰り返し流れていたのがこの曲のPVです。「♪君がくれた思いをもう落としたり見失ったりしたくないから 心の手紙に綴ってしまっておくよ」と幸せそうな歌詞を繰り返し聞かされ最初は「いい曲だなー」と思っていたのに最後にはイライラして「手紙書かずに直接言えよ」と怒りを抱いてそのまま帰宅しました でもいい曲なのでたまに聞きたくなります その後彼は私との約束を忘れていたと判明 DJを好きになるのは絶対にやめようと誓ったハタチの夏の思い出です | 10’10”頃                                      |
| あきる                                        | 私がお酒を覚え始めた時に地元の同級生とカラオケに毎週のように行っていました その時まわりの友達には内緒でおはようからおやすみまでメールのやり取りをしていた人がいました 毎回飲み会にも参加している彼 いつも歌は歌わず盛り上げ役だったのですが突然 「この曲をいつも思っている人に聴いて欲しい」と三木道山の「Lifetime Respect」を歌い出したのです。あの頃のウブな私は ラップ歌えるのかっこいいし下ネタ混じりの歌詞を恥ずかしげもなく歌えるの凄い大人～と目をハートにさせていました 次の飲み会の時には「Lifetime Respect女偏」をもちろん歌わせて頂きました | 12’33”頃                                      |
| あたす。                                      | 高校三年生の冬に毎日のように聴いていた曲があります Steady&Co.の「Only Holy Story」です 進学で上京することが決まり離れてしまう彼を思って切ない気持ちで…と言いたいところでしたが映画「17歳のカルテ」のキーラ・ナイトレイを目指したのに兵頭ゆきヘアになってしまった田舎のちんちくりんのベリーショート女子に彼氏などできるはずもなく妄想癖を拗らせた結果 まだ見ぬ東京にいるであろう未来の彼氏を思い この歌を聞きながら部屋の窓辺で微笑みながら毎晩切ない気分に浸っていました 手にはおしゃれにホットレモネード、にしたかったけど田舎過ぎて手に入らなかったため家の冷蔵庫にかろうじてあったオレンジジュースを温めた謎の飲物 今思うと奇行以外の何ものでもありません（※キーラ・ナイトレイでなく正しくはウィノナライダーと放送後X（旧twitter）で訂正） | 14’05”頃                                      |
| 電子クレープ                                  | いい思い出ではなく強烈すぎるトラウマ恋愛ソングなのですが曲は長渕剛さんの「Captain of the Ship」です 2000年頃付き合っていた人がとにかく流行り物は嫌い ヒットソングなんて軟弱だと チャラチャラした若者はみんな消えてしまえ みたいな人でした 私は口が裂けても当時流行っていたミスチルやあゆを聴いているとは言えず 何となく話を合わせていました そんな彼との困ったデートは「世直し」と称しこの曲を爆音で流しながら都内の繁華街をドライブする行事でした たまに道行く若者に振り返られたりして助手席に乗っていて死ぬほど恥ずかしかったですが いい思い出です ♪ヨーソローを永久に聴きすぎて一生忘れられません | 15’32”頃                                      |
| あさひあいち                                  | 私は40年ほど前に当時勤めていた運送会社の3歳年下のミポリン似の事務員さんに告白されました 直接ではなくアパートの郵便受けに手紙ははいっており かわいい猫ちゃんのイラストが描かれた便箋に「あなたのことが大好きです」といった内容の文面が綴られていました 胸がキューンとするのを生まれて初めて生体験しました 何かこう 喉から胸にかけて食道のあたりがキュイーンとなって 嬉しいしすぐにでも会いたくて切なくて涙がキュイーンと詰まるようなそんな感覚です その後食道が詰まるような感覚は35年ほど経った逆流性食道炎まで待つこととなります 返事として自分が大好きな甘い洋楽の詰め合わせのオリジナルカセットテープをラベルを付けて手渡しでプレゼントしました その中でも一番聴かせたかったメインの曲 Corey Hartのカバーの「Can't Help Falling In Love（好きにならずにいられない）」を是非リクエスト致したいと思います その後カセットテープの詰め合わせが気持ち悪かったようで 一度もデートせずに終わりました 同じ会社の幹部にさっさと乗り換えられていました涙 | 16’58”頃                                      |
| トムヤムチャン                                | 中学2年生のときに好きだった一つ上の先輩が卒業してしまう前に告白をしたいと思った私は バレンタインデーのチョコと一緒にゆずの「春風」という曲のCDをプレゼントしました（はい この方うまく行っておりません） | 19’06”頃                                      |
| ピーピー                                      | 高校３年生の時クラスメイトのA君のことが好きで卒業直前のバレンタインに地元のサイゼリアに呼び出しました チョコレートと共にSUPERCARというバンドの「My Girl」という曲のCDをプレゼント（したそうですがこの方もうまくいっておりません） | 19’25”頃                                      |
| 素っ頓狂                                      | 高校1年生の頃拗らせまくっていて彼氏ができては３か月で別れるを繰り返していました その度に聴いていた曲がHYの「NAO」 冒頭♪あなたの声があなたの顔が忘れられなくて で始まるのですが 3か月で別れる相手の声も顔も覚えていないのに聴いては泣いていました 若さって怖いです!!!!!! | 23’38”頃                                      |
| ここどぅりこ                                  | テーマソングというよりトラウマソングですが…10年以上前婚約者と同棲を始めました 彼はヒップホップが大好きな人で当時Jラップと呼ばれていたジャンルの歌ばかり聴いていました そして好きな歌は何度も聴くタイプだったので車の中 家 同じ曲をエンドレスリピート 同棲後半年で結婚する予定だったので彼の希望通り仕事を辞め 専業主婦まがいの日々を送っていました 田んぼのど真ん中にポツンと建つアパートの一室で昼間はサギの鳴く声を真似しながら過ごし 彼が帰ってくるといつもの曲を聴き お笑い番組もラップネタに大爆笑する彼を横目に（音楽性とお笑い性の不一致が過ぎるな）と思ったものです その後クリスマスくらいに大ゲンカして「怖い」と言われ大みそかに婚約破棄 実家に送り返されたのですが その時も流れていたのがこの曲でしたSEAMOで「マタアイマショウ」 もう会わねーよ！ | 24’39”頃                                      |
| フルムーン満月                                | センチメンタル・バスの「Sunny Day Sunday」です 先輩と地元の駅が一緒だった私はある朝「おばあちゃんこの荷物上まで運んであげるよ」とさわやかな笑顔 筋肉質な太い腕で大きな荷物を持ち階段を昇っている先輩に遭遇 その瞬間恋に落ちました 夏の甲子園の地方大会で先輩を応援するため球場へ向かう電車の中 SONYのMDウォークマンでセンチメンタル・バスの「Sunny Day Sunday」をリピートで聴いていました 片思いをしていた一年半挨拶をする仲にはなりましたが 授業中窓際の席で先輩が体育の授業をしているのを眺めたり テスト期間中の朝練がない期間に同じ電車に乗っていないか地元の駅でそわそわしたり それはそれは楽しい片思いでした それから二十数年後その先輩と偶然再会 子供をスイミングスクールへ迎えに行き駐車場まで歩いているとき「すいませーん タオル落ちましたよ」と声がして振り返ると先輩が 向こうは私に気付いていませんでしたが何十年経っても優しい先輩のままで嬉しい気持ちになりました                                                                    | 27’13”頃                                      |
| 皿洗いキライ子                                | 高校1年の時に付き合いかけた先輩に急に蛙化してしまい避けまくっていたら家にマイベストのカセットテープが届いた苦い思い出 恐る恐る聞いたTRFの「BOY MEETS GIRL」を聴くと思い出して苦い気持ちになります | 37’20”頃                                      |
| まかせる                                      | 今彼氏と聴いているゲイカップルです 一緒にいてくれることで毎日が楽しいです 日々のやり取りが思い出になっています 最近好きな曲があります Omoinotakeの「心音」という曲です ♪空っぽだったアルバムの中 君ばかりで埋まっていって 形のない日々へ君は思い出っていう名前をくれたね まさにこの歌詞の通りで最近ボイトレに通い始めていつかこの曲を彼氏に聴かせるのが夢です 彼氏はとてもどうでも良さそうですが いつか歌がうまくなったら聞かせてあげたいです | 37’56頃                                       |
| 部屋着                                        | 私の恋愛テーマソングというか黒歴史ソングは河村隆一の「BEAT」です 中学生の頃付き合っていた彼氏にバレンタインデー当日に振られたことがあるのですが 振られたあと聴きながら号泣していた思い出の曲です 何が良くないって振られた時に悲しいっていうより「は？なんだあいつ自分から告って来たくせに」みたいな怒りの気持ちの方が強い自分を持て余し「いやいやいや こういう時女子なら悲しみに浸るものでしょ」と思い直し無理矢理泣くために聴いていたところが多分にあります ちなみに彼と海に行った思い出はないしLUNASEAよりGLAYよりラルク派でした なんでこの曲があんなに刺さったのか分からないし思い出すたびに穴を掘って埋もれたくなります | 39’55”頃                                      |
| 私の推しにはすね毛がない                      | 女子高生だった頃 高校まで公共バスでの通学をしていたのですが若いイケメンの運転手さんに恋をしました 運転手さんにアプローチしたくてもその手段が思いつかない私 話しかける勇気も持てませんでした でも「何かアクションを起こしたい そう意を決しある日行動に出たのです 運転手さんと二人っきりのタイミングで私は運転手さんのすぐ後ろの席に座りバスが信号で止まり アイドリングストップで車内が静かになった瞬間に♪昔描いた夢で 私は別の人間で と椎名林檎の「シドと白昼夢」をアカペラで歌いました 私の中での精一杯のアピールでした バックミラー越し目が合いました その時の私は運転手さんが私に魅了されているように見えました そのまま歌い続け降車するバス停に着き私は何事もないように降りました 私にとってそれは一世一代の告白をした気分でした運転手さんにとっては突然起きた悪夢だったことでしょう その後その運転手さんのバスに乗る事はなかったので進展はありません                                                                                         | 41’03”頃                                      |

| #17 2024年01月27日 今さらですか？！ | #17 2024年01月27日 今さらですか？！ | #17 2024年01月27日 今さらですか？！ |
| ラジオネーム                        | | 時間                                |
| ----------------------------------- | --- | ----------------------------------- |
| 埼玉の女                            | 私の今さらですかですが私は奥二重にコンプレックスがあり24の時に二重整形したのですが 去年今さらになって母に「あんたって二重だったっけ」と言われました 実家を出ているので会うのは月一程度ですが二重にしてから10年も経って今さら気づく？ ちなみに整形した時は実家暮らしでした | 09’19”頃                            |
| aurora                              | 昨日中学生の娘に「さっきまで地理を勉強してて伊豆半島か房総半島かの半島って海に出っ張ってるから半島っていうのに気づいたんだよ」と嬉しそうにドヤ顔で言われました 今まで知らなかったことに驚きましたがせっかく勉強しているのにやる気を削いではいけないと思い「そうだよ～自分で気づけて凄いね」と褒めました ちなみに娘は中3 受験生です しかも生まれも育ちも三浦半島です 今まで授業で何を聞いていたのでしょうか 怖いです 入試まであと３週間切りました 試験問題に半島が出てくれたら5点は取れると思います | 32’36”頃                            |
| なむ                                | 実家の向かいに一年ほど前「リラクゼーション」と書かれたお店がオープンしました 母はうちの窓からそのお店を観察しては「お客さんが来てた」とか「遅くまで営業して頑張ってる」など色んなことを報告してくれます 新しい楽しみを見つけた母に今さら言えないのですが お母さんそのお店 お母さんが思ってるようなリラクゼーションじゃなくて多分成人向けのお店だよ 母がそのお店に行きたいと言い出さないか不安で仕方がない今日この頃です | 33’53”頃                            |
| フルムーン満月                      | 私と夫は結婚14年目 私たちは練り物が大好きで遠出すると必ずその土地の練り物を買って来て2人で美味しく食べていました 料理にも練り物を組み合わせたりしてよく食卓に出していたのですがつい先日ちくわ入りのチャーハンを出した時 下の子が全てのちくわをほじくり出してちくわの入っていない部分だけを上手に食べていました それを見た夫はスタスタと子供の方に近づいていき きっと叱ってくれるのだろうと思い見ていたら「お父さん気持ちわかるぅ～お父さんもちくわキライ～」と… まさに今さらですか？な出来事でした 夫はちくわはトースターで焼いでわさび醤油で食べたいらしいです 知るか | 35’58”頃                            |
| 社員マスカット                      | 私が40代になって今更知ったことは 神社で結婚式をするときに費用はきちんと熨斗袋に入れて納めるということです 私たちはどうしても披露宴をしたくなかったので遠くの神社で結婚式をしようということになり縁があった島根県 出雲大社で家族だけの静かな結婚式を挙げることにしました 結婚式にも興味がなかったので見学に行ったその日に即決し玉串料２万円という表記を見て「思ったより安いね 今払えるね」と夫婦で相談し「今払っていいですか？」と財布から支払ってしまいました 若干係の方が戸惑っておられたように思います 本来はおめでたい熨斗袋に新札を しかも数枚増して入れるべきなのだろうと気付いたのはかなり大人になってからでした 本当に穴があったら入りたいほど恥ずかしいです 幸か不幸か冠婚葬祭にあまり縁がなく常識もなく色々参加するだけで怖いです                                                            | 39’00”頃                            |
| ミールプレップ                      | お二人は「待ちうた」というサービスを覚えていますか もう15年ほど前になります 私が高校生の頃森三中の黒沢さんがマドンナの「Like a Virgin」に合わせて踊るネタがあり大好きで携帯の待ちうたにするほどでした 時は経ち年末に帰国した際に大学生の時からの友達と再会しました 昔話に花が咲き酒も進むなか 友達が「そういえば何であなたの大学の時の待ちうたは「Like a Virgin」だったの？」と聞いてきました 自分が高校生の時に何を面白がってか設定した待ちうたの存在などとっくの昔に忘れているわけで高校から大学卒業し社会人を経て海外に出てくるまでの６年間の間 電話をかけてくる人に対しずっと「Like a Virgin」を聞かせていたのです 部活の先輩や勤め先の上司との電話も含めてです 今考えるとゾッとします なぜ誰も指摘してくれなかったのでしょうか 今さら過ぎると思いませんか お二人は待ちうたをご利用されてましたか | 40’54”頃                            |

| #18 2024年02月03日 デートでの５点な話 | #18 2024年02月03日 デートでの５点な話 | #18 2024年02月03日 デートでの５点な話 |
| ラジオネーム                          | | 時間                                  |
| ------------------------------------- | --- | ------------------------------------- |
| 部屋着                                | 学生の頃付き合っていた人と原宿でデート中些細なことで口喧嘩をし「こいつに恥をかかせてやりたい」という一心で週末の人でごった返す原宿で大声でワンワン泣いてやったことがあります 突然色々な人にじろじろ見られ相手は相当焦っていました どうせ今見てる通りすがりの人なんて今後一生会う事無いしと思いながらやってました マジで原宿に黒歴史がありすぎます あと自分が怖いです | 10’16”頃                              |
| ゆでた煮汁                            | 合コンで出会った男性と日曜日にデートすることになったある夏 「どこに行くかは僕が考えておくから楽しみにしておいてね」との事 前日の土曜日に「明日はどんなデートかねー」と話しに花を咲かせながら女友達と品川の水族館に遊びに行きました デート当日指定された待ち合わせ場所は品川駅 向かった先はまさかの前日友人と言ったばかりの水族館でした 前日と同じ魚を眺め 同じイルカショーを鑑賞 感動も驚きも真新しさもなく 適当に理由を付けて早々と解散してしまいました このような可能性があるのでサプライズデートは避けた方がよろしいかと思います ご参考になれば幸いです | 25’27”頃                              |
| なむ                                  | 三度の飯より釣りが好き リアル釣りバカ日誌な彼とお付き合いをしていた時のこと 「私も釣りに行ってみたーい」と言うと彼は快く了承してくれました ピクニック気分でのんびり釣り糸を垂らすつもりだった私 「歩きやすいスニーカーがいいよね」なんて思いながらわくわくその日を迎えたのですが 当日海に着くとエスキモーのような防寒着と長靴を手渡され おでこにライトを装着するよう言われました それは本気の夜釣りでした 「せっかくだから大物釣りたいでしょ」という釣り人流の真心こもったおもてなしに一生懸命こたえたいと必死で堤防をよじ登ったあの夜 波のしぶきを受けながら（あまり寒いと眠くなるって本当なんだ…）と思いました 帰り道おでこのライトをプレゼントしてもらいましたが その後二度とそれを使うことはありませんでした | 27’44”頃                              |
| てんきのこ                            | 特技は呼吸君のポカリスエットのようなお話ドキドキしながら聞いていました 反面教師にしてほしい私のデートの失敗談ですがデート中にガチで突然踊ってしまい「一緒に隣には居たくない」と言われて振られたことです それは今から東京に出てきて初めて迎えた大学生の夏 当時付き合い始めの彼氏と近くの商店街を歩いていたのですが商店街で夏祭りの盆踊りで流れるような音楽が鳴り夏生まれの自分の血が騒ぎ 中高と踊った地元の祭りの踊りを街なかで突然踊り出してしまいました 中高と人だかりもできない田舎で突然踊り出しても誰も気にすることはなかったのですが 都内で突然踊り出したに当時の彼氏（東京生まれ東京育ち）はドン引きし少し距離（もちろん物理的な距離）を置いてデートは終了 その後少しして振られました それ以降街でどんな音楽が流れても一呼吸して踊らないよう心を静めています 特技は呼吸君にはこれから迎えるであろう夏祭りデートではガチで踊るなと言いたいです 特技は呼吸君がんばれ | 30’11”頃                              |
| シングルライダー                      | めちゃくちゃ方向音痴な私 家から徒歩圏内の店で食事をし「家まで送るよ」と言われ自信満々で自宅に向かって歩いていましたが20分程歩いて逆方向だったと気付きました 正直に話して平謝りしましたがさすがに相手も苦笑い 言い訳としては引っ越したてだったんです その時の相手は今の夫なのですが「あの時はなかなか着かないから家がバレるのが嫌で撒こうとしてるのかなと思った」と言ってました 特技は呼吸さん もしデート相手を送ることがありなかなか家に着かない場合は撒いてるんじゃなくてただの方向音痴の可能性もありますのでお気をつけください | 32’23”頃                              |
| ILOVE NY                              | 高校生の頃 某 夏に大活躍するミュージシャングループのギタリストにぞっこんラブをしていて 手作りチョコを事務所に送ったことがあります 今考えると見知らぬ人からの手作りチョコは恐怖でしかなかったと思います 5点どころかマイナスな話です | 34’15”頃                              |
| アルパカの嫁                          | 私のデートでの５点な話は大学生の時付き合っていた２歳年下の彼氏との話です 私は当時あまり恋愛に興味なかったのですが年下の男の子に「好きになってもらえるように頑張る」と告白されて流れで付き合う事に その後彼と何度かデートした際 彼のことがいまいち好きではなかったため観覧車に乗ろうと誘われれば頂上でキスされるかもと思い「私高いとこ苦手なんだよね」と避けたりしていました ある日カラオケに行った際に「僕のこと好きになった？」と聞かれ正直に「まだ」と答えると彼は「そっか」と言ってmiwaの「片想い」を歌い始めました あまりの驚きに「まさかこれはボケ？突っ込み待ちなのかな？」と思いましたが結局何も触れずもう少し大人な対応をしてあげればよかったなーと今では彼を傷つけたことを反省しています ちなみにその後カラオケ事件がきっかけで完全に冷めた私から別れを告げて彼との交際は終わりました                                                                           | 37’25”頃                              |
| 電子クレープ                          | 友達の知り合いにデートに誘われて初めて二人でデートしました メインは彼の提案で映画でした でも私はその時の映画「世界の中心で愛を叫ぶ」で少しも感動しなかったのです 感動しないどころか眠くなりました 映画が悪いのではありません 私が５点なのです その後の食事でも映画の話になりましたが眠くて覚えていないとは言えず適当に話を合わせました 解散後に「つまらなかったけど仕方ない」という本音を誤って友達ではなく本人にメールしてしまったのです これは大失敗でした だってとてもつまらない1日だったのです でも1日付き合うことに決めたのは自分なので「つまらなかったけど仕方ない」が本当に真実ではあったのです 焦ったことだけは覚えてますがそのあとフォローしたかどうかも忘れました 今こういうの誤爆って言うんですかね 以来メール等誤爆には細心の注意を払っています | 39’32”頃                              |

| #19 2024年02月10日 これ何かの役に立ちますか…？ | #19 2024年02月10日 これ何かの役に立ちますか…？ | #19 2024年02月10日 これ何かの役に立ちますか…？ |
| ラジオネーム                                   | | 時間                                           |
| ---------------------------------------------- | --- | ---------------------------------------------- |
| フルムーン満月                                 | 私は初対面でも相手が学生時代に入っていたクラブ活動が大体わかります なかなか初対面で部活の話になりにくいので数回会って話題に上がった時に当てるという感じです その人の持っている雰囲気 話し方 仕草で判断できます 分かり易い見た目でとかではなく この人はこんな学生生活だったんだろうなーという妄想から予想します 女子サッカー部を当てた時は相手から驚かれました ただこの直観力は体育会系の部活じゃないと発揮しません 文化系の部活は全く分からないのでヴァジャさんの地理部は絶対に当たらないです | 09’09”頃                                       |
| とんこつ                                       | 握力でりんごを絞るように潰せます でもばあちゃんがりんごジャム作る時くらいしか活躍の場がありません | 30’18”頃                                       |
| なむ                                           | 小娘の頃写真店でアルバイトしていました フィルムをお預かりして用紙にプリントする仕事です 写真店には絶対にやってはいけないことがあります それは卑猥な写真の印刷 年に数回そういったフィルムが持ち込まれるのですが何度も遭遇するうちにカウンターでフィルムを預かるだけで（これ写ってんな…）とピンと来るようになりました なんとなくお客様の佇まいや挙動に共通する雰囲気があるのです 刑事の勘のようなものかもしれません 私が身に着けた力を活かせる場所はないでしょうか | 31’35”頃                                       |
| あたす。                                       | 私は他人の全っっっ然興味のない話をめっっっちゃ興味ある感じで聞けます このスキルで一度だけタクシーの運転手さんから「道中僕の悩み相談に乗ってもらったので」と端数をサービスしてもらったことがあります 「えっ 私さっきまで運転手さんの悩み相談聞いてたの」と面喰いましたが ありがたいので「きっと運転手さんなら大丈夫ですよ」と適当な励ましで親指を立てながらタクシーを降りました ちなみに仲の良い友達にはバレます | 32’47”頃                                       |
| ピーピー                                       | 私の何の役に立つかわからない特技ですが フォームが美しくそして早いスキップが出来ることです 大人になり友人たちとスキップが出来るか出来ないかを話していてみんなで実践してみた時に 私のスキップのフォームの美しさと進むスピードの速いことが分かりました どうやら一歩の跳躍が大きいためにみんなより速く進めるようです 小学生のころはリレーの選手に選ばれるほど足が速かったのですが 成長と共に運動が嫌いになり走るのも遅くなったため 今では走るよりスキップの方が速くなってしまいました 今まで役に立ったのは前の職場での忘年会で少しお酒が入った時に何かのタイミングで「私スキップ得意なんです」と言ってしまい 普段おとなしい私がそんなことを行ったことが面白がられ 渋谷の路上で披露したらさらに面白がられ 今まてで話したことのなかった同僚と打ち解けられたことくらいでしょうか 乗りたい電車の時間がギリギリ 青信号が点滅してる そんな時にスキップしたくなりますが さすがに40過ぎの女が急にスキップし始めたら怖いのでそこはぐっとこらえてのろのろ走っています | 33’52”頃                                       |
| 私の推しにはすね毛がない                       | 私の役に立たない特技はテレビを見ていて そのチャンネルが分かるということです アナウンサーで覚えているとかではなく セットの色合いや字幕の字体など雰囲気で分かるのです 見たい番組があるからとチャンネルを変えようとする夫に「このチャンネルのだからこの後あるよ」というとびっくりされます リモコンのボタン一つでテレビに番組表が表示されるこの時代 何の役にも立たない特技です | 41’00”頃                                       |
| お魚スキャンダル                               | 私の持つ特殊能力は「部屋に入った瞬間にテレビがついているかどうか分かる」です DVDを見終えたあと ゲームをやり終えたあと DVDプレーヤーやゲーム機器の電源を消すと画面は真っ暗になってるけどテレビの電源はついたままということありますよね 自分の部屋からテレビがあるリビングに移動するやいなや「あっテレビがついている」とお魚センサーが瞬時に反応 実際にテレビの電源が消えていなかったということが何度かありました この特殊能力について今まで何かの役に立つかなんて考えもしませんでしたが 電気の無駄使い防止につながるという点で私は地球に優しい女なのでは と思い始めている今日この頃です | 41’40”頃                                       |
| 社員マスカット                                 | 私にはふるさとがありません 田舎から上京して結婚した両親は家を引き払って田舎に帰ったため実家がありません 小学校は廃校になりました 中学校も廃校になりました 高校は統合され新しい学校になりました 大学だけ残っていますがもちろん大学くらいの付き合いでは同窓会にも結婚式にも呼ばれません 何となく埼玉に住んでいます このこだわりのなさは逆に何かの役に立ちますか | 43’37”頃                                       |
| 成田市のたけちゃん                             | 私の何の役にも立たない特技ですがお金（硬貨）が落ちた音が何のお金か当てることができます 例えば駅の切符売り場で落ちたお金で「あっ これは50円だな」という感じです 絶対音感のような便利なものかと思えば私は楽器を弾くことができません 電子マネー化が進むなかこの特技を使う機会も減るのかもしれません | 45’23”頃                                       |
| Sera                                           | 保育業界あるあるだと思うのですが 落とし物の記名のない靴下 その匂いで8割以上の確率で誰のものか当てられます 靴下が落ちてると「これ誰の？（クンクン）あっ しょうちゃんの」って感じです 柔軟剤とかその家の匂い 職場以外で活かす機会がありません | 51’30”頃                                       |

| #20 2024年02月17日 あなたの周りの愛すべき5点な人 | #20 2024年02月17日 あなたの周りの愛すべき5点な人 | #20 2024年02月17日 あなたの周りの愛すべき5点な人 |
| ラジオネーム                                     | | 時間                                             |
| ------------------------------------------------ | --- | ------------------------------------------------ |
| 味噌女パラダイス                                 | 私の母です 昔からなのですが よくごはん粒をこぼす人で 食べ方に特徴があるわけでもないのですが大人なのによくこぼしています 先日は肩にごはん粒がついていました 位置的には小鳥がとまりやすい場所です | 09’02”頃                                         |
| 社員マスカット                                   | 私の母親です 私が幼稚園の時にキティちゃんのアルミの弁当箱を使うことになりました 幼稚園の持ち物ですから名前を書きます ここまではおかしところはないですね おかしいところはその名前を書いた場所です 母はなんと私の名前をキティちゃんの顔面に書いたのです 余白はいくらでもあるのに キティちゃんのお目めの上のおでこの辺り キン肉マンだったら「肉」が書かれる辺りにがっつり苗字が書いてあります 5点っぷりが面白すぎて逆に捨てられません | 28’03”頃                                         |
| 部屋着                                           | 母です 肉が嫌いなのに学生時代にケンタッキーでバイトをして肉を触っていて気分が悪くなって3日くらいでクビになったそうです なんで肉が嫌いなのにケンタッキーに応募したのか聞いたら「なんとなく」と言っていました そんな母は自称「箱入りババア」で「いつかドン・キホーテっていうお店に行ってみたいわ」と最近言っていました 多分ドンキのこと何か誤解している… | 30’27”頃                                         |
| シングルライダー                                 | 私の父です 私がまだ小学生の頃家族5人でディズニーランドに行きました 父がトイレに行くと言ったので母と小学生の私とまだ小さかった弟たちは「次に乗るアトラクションの前で待ってるね」と約束をしました しかし30分経っても父がトイレから帰って来ず 心配していたところ父がアトラクションの出口から出てきたのです「ああ面白かった あれここにいたの？」と拍子抜けの父 なんと父は私たちが行列に並んでいると勘違いして「前に連れがいるのですみませんすみません」と言ってどんどん進みとうとう一番前まで行ってしまい とりあえず後戻りできず一人でアトラクションに乗ってしまったのです ちなみに携帯電話は普及したての時代で誰も持っていませんでした その後父は家族と１時間列に並び再びアトラクションに乗って「ここで〇〇が出てくるんだよ ほら出てきた」と無邪気にネタバレしてきました | 31’47”頃                                         |
| うみちこ                                         | 私の知人（50代男性）がご自身の顔のオリジナルデザインLINEのスタンプを使っています 了解しましたよろしくお願いしますのコメント共に堂々とアップで添えられているその方のお顔 いちいちおじさんの顔が送られてくるなんて迷惑で５点ですよね 実はこのスタンプ私が制作し ギャグのつもりでプレゼントしたのですがまさかの多方面に堂々と使ってくれているようで戸惑っています 私は面白くて笑っていますがやはりご家族には嫌がられているようです ですがとても自己肯定感が高いこの男性「パパいい加減そのスタンプ使わない方がいいよ 恥ずかしいよ なんかさ自分の事大好きな人みたいだよ」と特に高校生の娘さんに呆れられた時は「は？お父さん自分の事大好きだよ 自分を大好きで何が悪いの」と返して黙らせてやった とのことです                                                                | 33’56”頃                                         |
| あたす。                                         | 私は美容室で働いているのですが職場の女性上司で言い間違いと勘違いのオンパレードの人がいます 「今日日差しが強いからベネッセ塗ってきた」と資生堂の日焼け止めアネッサを貸してくれたり 髪を切る長さを聞かれたお客様が「伸びた分でお願いします」と言ったのに「えっのび太君ですか？結構短くなりますよ」 先日はメイちゃんという女の子の名前を聞き間違え「ウェイちゃん」とパリピみたいな名前で呼び その子のお母さんを苦笑いさせてました 実は私は先輩のやらかし語録を作っており100個溜まったら彼女に渡そうと思っています あと17個です | 53’37”頃                                         |

| #21 2024年02月24日 やりたいけど出来ていないこと | #21 2024年02月24日 やりたいけど出来ていないこと | #21 2024年02月24日 やりたいけど出来ていないこと |
| ラジオネーム                                    | | 時間                                            |
| ----------------------------------------------- | --- | ----------------------------------------------- |
| あと少し何かが足りないのあっち                  | コンビニやスタバなどでホットコーヒーを買った時についてくるフタがありますよね あの小さな穴からホットコーヒーを飲むことができません 確実にやけどします アイスコーヒーの場合はあのフタはつきませんよね ということはあのフタと穴はホット専用なのです いつかはあの穴からホットコーヒーをホットのまま飲みたいと思っていますが フタを外してはカップから直接飲んでいます | 09’28”頃                                        |
| 出町柳310号                                     | 私は京都在住10年目でいまだに「おおきに」と言えません 私は東海地方の出身なので もともと関西弁に馴染みは薄いのですがこちらに越してきてさすがに10年も経つので 少ずつではありますが関西弁風味になりつつある自覚はあります それでもやはり「おおきに」は使いこなせない この壁は高いです まず自意識が邪魔をします イントネーションが違ってたら…アクセントはどこに置くんだっけ？エセ関西弁を見破られてたら？様々な邪念が一瞬で頭を駆け巡り 結局ひよって「ありがとうございます」に落ち着いてしまいます まれに奮い立ち店員さん等に「おおきに」を浴びせるのですが やはり自意識が邪魔して「おおきに ありがとうございます」でごまかしてしまいます いつになったら使いこなせるのでしょうか しょうちゃんヴァジャさん メールを読んで下さりおおきに ありがとうございます | 28’58”頃                                        |
| アス                                            | 私は子供の頃から加湿器にオレンジジュースを入れて噴き出し口から霧状になったそれを飲んでみたいと思っていますが出来ていません 加湿器の掃除も 部屋の掃除も大変そうだからです | 30’27”頃                                        |
| 減点おばさん                                    | ミニマリストになってホテルのような部屋に住みたいです 自分の部屋で過ごすのも嫌いじゃないですが常にどこかを見ても「片付けなきゃ」と圧があります 最近都内で飲み会があるとき 都内のカプセルホテルに泊まっていますが 片付けから逃避するためにカプセルホテルに泊まりたいと思う日々です | 31’48”頃                                        |
| 味噌女パラダイス                                | リビングの壁にクリスマスリースを飾ったままついに6年目に突入しました 生のモミの木の香りがしていたので気に入っていたのですが いつからかカピカピに乾燥して少し触れただけでも葉が崩れ落ちでて散らかり ただのゴミになっています 早く捨てたいです | 42’40”頃                                        |
| つぶあん                                        | 替え玉受験ならぬ 替え玉花嫁です 私は子供の頃から メガネ ショートカット 地味顔 長身などなどで華やかな女性的なものが似合わなかったんです 七五三の写真なども座敷童がおめかししたようで苦笑いしてしまいます そのため中学生の当時から花嫁さんが着るウェディングドレスや打掛などは絶対に似合わないだろうなー似合わないのに周りの人は「綺麗ねー」と言わなくてはいけなくて気を使わせるんだろうな と考えそれならいっそ花嫁役を依頼して替え玉で一日式をやってもらえばいいのでは という結論に至りました 今までお付き合いしてきた人や友人にこの話をすると「誰のための式なのか」とか「知らない女を見るために参列する意味がない」とか まっとうな否定を喰らってきました そのたびに説得するのが難しくて困ったなと思っていました そんな私も昨年ついに結婚し「式はどうする？」という話が浮上 （いよいよやるべき時が来た…）と思ったのですが 旦那さんも式はやりたくないという意見 彼も目立つことが大の苦手で やらなくていいなら こんなに助かることは無いというタイプでした またありがたいことに両家の親族も 式を挙げないことを受け入れてくれました そのため中学生の頃から画策していた替え玉結婚式を挙げるという必要はなくなりました 旦那さんも「替え玉がいい」と言い出したら花嫁花婿どちらも知らない誰かというとても面白い状況になっていたと思います それを妄想すると笑えるため 少しだけ後ろ髪引かれる思いがしています | 43’17”頃                                        |
| 部屋着                                          | 最近髪の毛が伸び色も抜けてきてしまったのでインスタでフォローしているカフェオーナーの女性の真似をして真っ黒に染めて顎ラインのワンレンボブにしたいと思っているのですが 私がやったら毎朝鏡の中でお笑い芸人の永野さんに対面することになりそうで 勇気が出ずにまだ出来ていません このメールを書くにあたり 永野さんのことをWikipediaで調べたら 身長と体重が結構似通っていることが判明し ますます躊躇しています | 46’32”頃                                        |
| フルムーン満月                                  | 私のやりたいけど我慢していることは 朝たまに電車内で見かける男子校生に話しかけることです その少年を始めて初めて見たとき 通学カバンに手のひらサイズのパンダのぬいぐるみのキーホルダーを付けていました （彼女にもらったのかな？お母さんが買ってくれたのかな？小さな弟か妹が付けてほしいと頼んだのかな？）といろんな妄想を膨らませていました それからしばらく経ったある日 その少年のかばんをふと見たら これまた手のひらサイズのジンベイザメのキーホルダーと小ぶりのにわとりのキーホルダーが増えていました その子に「何の動物が好き？次は何の動物を付けようと思ってる？三つの動物の関連性は？おばさん何か買って来てあげようか？」と話しかけたいのですが ずっと我慢しています | 56’21”頃                                        |

| #22 2024年03月02日 元を取りたい５点な私 | #22 2024年03月02日 元を取りたい５点な私 | #22 2024年03月02日 元を取りたい５点な私 |
| ラジオネーム                            | | 時間                                    |
| --------------------------------------- | --- | --------------------------------------- |
| ネリリ                                  | 私は担々麺や麻婆豆腐などひき肉を使った料理は極限までひき肉を食べ尽くします 特に麺類など汁の中にひき肉が沈んでいるタイプのものは 麺を食べ終えた後に 何度もレンゲで残り汁をすくい どんぶりの底に潜む肉を発掘してしまいます 今日の昼に食べたカレーうどんでも気付いたらこの動作をやっていました（ひき肉は入っていなかったのに） | 08’23”頃                                |
| 寝太郎                                  | 私の元を取りたい5点な話は鏡の前でニコっと笑うことです 10年以上前に歯列矯正をしたのですが いまだに毎日歯を見るのをやめられません 写真を撮る時は微笑むなんてもったいないのでお金と時間のかかった歯ですーと前歯全開で笑います 体調を崩していても悲しいことがあった日も鏡の前に立てば笑う癖がついてしまいました 呪いでしょうか | 25’47”頃                                |
| また永野になれない部屋着                | ２~３ヶ月に１回くらいコストコに行きます 入ったらまずフードコートでソフトドリンク（80円で飲み放題でデカい）とピザを1スライス買って食べます ソフトドリンクは自分で入れるドリンクバースタイルなのでコーラを飲みます 食べてる間にコーラが空になるのでもう一回コーラを入れます 買い物が終わってもう1回コーラを満パンにして帰ります 多分全然会費の元を取れていないけどコーラ欲が満たせて満足です ちなみにコストコではマヨネーズを１キロ×２本 2キロのマヨネーズが３ヶ月くらいで空になるの怖いです | 26’47”頃                                |
| てんきのこ                              | 今も昔も５点な私ですが小さいころお金のない私は旅行で東京した際にビニール袋を持って東京の空気（池袋の空気）を袋に入れて田舎に住む友人にプレゼントしたことがあります 東京に行ったならせっかくなら空気を田舎に持って帰りたい 旅行の元を取りたい という気持ちになった高校時代の話ですが | 28’48”頃                                |
| こむろ                                  | 元を取りたい5点な私は全く手をつけていない資格取得のオンライン講座代を毎月1万6千円出費し続けていることです 30代半ばを迎えて仕事もプライベートも迷走していた時期に「資格が取れたら入会金もすぐに元が取れますよ！」とキラキラ講師に言われて ホイホイ入会しました 元を取るどころかマイナスが積み上がっていくばかりです このメールが読まれたら いや読まれなくてももうやります バーGOTENも残り5回とのこと 番組終了までに受講完了報告したいな | 30’26”頃                                |
| ぷくりん親方                            | 毎朝プレミアム会員のradikoで昨晩の深夜ラジオをチェック 勤務後は年会費を払っている市運営の体育館にてトレーニングしながらプレミアム会員のYouTubeをチェック フリーWi-Fiもあるけどギガホに入ってるからスマホでデザリング飛ばしてタブレットでチェック それらに毎年かかる分の少しだけでも回収できるようにラジオで知った懸賞に応募し続ける日々を送っています radiko代はほぼ毎年回収できています | 34’58”頃                                |
| フルムーン満月                          | 私の元を取りたい話は少し運動が苦手な小学5年生の娘のことです 娘は赤ちゃんの時からスイミングに通っており水泳歴は10年くらい 小学校に上がるまでは毎週レッスンを見ていましたが 小学生になるとスクールバスで通うのでここ5年は娘の泳ぎをみる機会はありませんでした 昨年スイミングスクールを変えることになり入会時にどのくらい泳げるかテストすることになりました 結果だけを聞きに受付に行くと衝撃の事実が「お母さん お嬢さんなのですがクロール以外の泳ぎはできませんね クロールも綺麗には泳げますが長い距離は泳げませんのでクロールコースから入ってもらいますね」と この10年の月謝代を考えるとどうやったら元を取れるのでしょうか 滅多に使わない渾身の「なんでやねんっっっっっ」が出てしまいました | 36’09”頃                                |
| あたす。                                | 上京して間もないころ 田舎の大叔母が私の独り暮らしの様子を見に東京まで来てくれた時のことです 節約寮学生をしている私の為に大叔母が私を六本木の叙々苑に連れて行ってくれることになり「テレビで芸能人がよく行ってる高級店だ！」と私は大興奮「好きなだけ頼んでいいよ」という大叔母に甘え 肉を山盛り注文した結果 二人前くらいのお肉を残してお腹はパンパン しかしどうしても肉を残したくない私は店員さんに「すみません残りのお肉を焼いて折に詰めてもらえますか」とお願いしました 店員さんは一瞬あっけにとられていましたが 快く引き受けてくださり 綺麗に盛り付けまでしてくれた焼肉入りパックを帰りに持たせてくれました 帰り道大叔母に「叙々苑で残りの肉をパックに詰めてもらう人なんて聞いたことない 恥ずかしい」と軽く怒られそれ以来高級店に連れて行ってもらえなくなりました お肉は寮に帰ってルームメイトと分けっこして美味しく完食しました | 38’30”頃                                |

| #23 2024年03月09日 トゥギャザーしたい５点な話 | #23 2024年03月09日 トゥギャザーしたい５点な話 | #23 2024年03月09日 トゥギャザーしたい５点な話 |
| ラジオネーム                                  | | 時間                                          |
| --------------------------------------------- | --- | --------------------------------------------- |
| おびびこ                                      | 私がトゥギャザーしたいことは宝塚のスターになり切って足元を見ずに階段を降りることです まっすぐに前を前を見つめながら長めの階段を降り切り最後に美しい一礼をして微笑みます 私はこれを人けのない非常階段でよくやっています 調子の良い時は歌いながら降ります | 06’37”頃                                      |
| アヤコ                                        | 私のフェイバリットなルー語は「虫のインフォメーション」です トゥデイはこれだけでもリポートしたくてメールしました | 20’42”頃                                      |
| チャンミー                                    | 私はルーさんと同じ1月14日生まれです 誕生日をトゥギャザーさせて頂いております 学生時代から社会人になってからも「誕生日一緒の有名人だれ？」という話題はどこかしらで上がると思うのですが私は必ず「ルー大柴さん」と応えます 前世代の知名度100％ ウケも100％ さすがです | 22’02”頃                                      |
| カニ                                          | 件名「ルー大柴さんへのラブレター」ルー大柴さんこんばんは バーGOTENに来て下さり嬉しいです というもの私は７年前に都外のバーでルーさんに気さくに接してもらったことがあり それｓ以来のバーでの再会だからです その時のルーさんはプライベートだと思われますがルー語を話していらっしゃり「ルーさんは本当にいつもルー語を話しているんだ」と感激しました さらにルーさんは客席ひとつひとつを回り 写真を撮ってくださいました ただの小娘に優しくフレンドリーに接してくださったルーさんは紳士そのものでした 自分が足りとなりますが その時一緒にバーに来ていてルーさんと写真に写ったのは当時お付き合いをしていた人で今では夫です テレビでルーさんをお見掛けする度に私も夫も「ルーさんだ！」と大喜びします 娘が大きくなったら早くこのエピソードを伝えたいです 公共の電波をお借りしてラブレターを送らせていただきます 私たちに素敵な思い出を下さり本当にありがとうございました ちなみにその時ルーさんがジュ―クボックスでかけていた音楽はBen E Kingの「Stand By Me」でした （その時の写真付き） | 23’58頃                                       |
| 30代を行ったり来たり（male）                  | 私はロング埼県出身で長崎で冠番組をされているルーさんには勝手ながら親近感を持っておりこの度バーGOTENに出演されると聞いてどんな会話が聞けるのか楽しみにしています 私は趣味でクレーンゲームとフィギュア集めで同じ趣味の友達が周りに一人しかおらず普段は基本的に一人でゲームセンターに通ってフィギュアを取って飾っています 是非ルーさんやしょうちゃんヴァジャさんとクレーンゲームをトゥギャザーして「そこはもっとライトだよ」「いやレフトじゃない？」みたいな会話をしながらプレイをしてみたいです | 32’10”頃                                      |
| ピーピー                                      | 私のトゥギャザーしたいことは加湿器のタンクが空になったくさんたときにタンクの水を入れて本体にセットした時にゴボッゴボッと水か加湿器に入って行く音を聞くことです 「たくさん飲んで大きくなーれー」と育ち盛りの仔牛にミルクをあげている気分になれとても楽しいのです もちろん育ちませんがこの気持ちをみなさんとトゥギャザーできたら嬉しいです | 33’15”頃                                      |
| あとリトルビット何かが足りないのあっち        | 誰かとトゥギャザーしたいこと スーパーの試食コーナー 特にウィンナーの試食です ホットプレートで焼かれている美味しそうなウィンナーに吸い寄せらえるのですが販売員さんの魔力か魅力か何かでしょうか一度立ち止まり試食したら余程強い意志がないとその商品をカゴに入れるまで抜け出せません 二人以上なら何か適当な会話をしながら離れることも出来るのですが | 34’25”頃                                      |
| なむ                                          | 私の地元のサンドウィッチ店に生クリームと納豆をトゥギャザーさせたサンドウィッチがあります 意外に人気商品でもう何十年も店頭に並んでいます もう何度も食べていますがこれが意外に美味しいのでいつか是非ルーさんしょうちゃんヴァジャさんにも食べて頂きたいです ルーさんしょうちゃんヴァジャさんのサンドウィッチの好きな具材は何ですか | 35’33”頃                                      |
| むらちゃん                                    | 私は公務員で大変固い職場環境です 固い職場で時々固い会議をします ハードな会議において私はあえてルー語を頻発するようにしています「そのお話は寝耳にウォーターなので一旦事務所に持ち帰り精査させていただきます」や「そんな藪からスティックな話は簡単には容認できません」などです 当然馬の空気は凍り付きます 会議に同席した人達 特にその場では発言出来なかった若手に 仕事を離れれば実は良い人などの共感を呼び長い目で見て将来私と一緒に仕事がしたいと思ってもらえるような新派を造成するためです なのであえてルー語を発することで「それがルー語だと理解できる高いリテラシー」「この空気感でルー語をぶち込む勇者へのリスペクトの気持ち」「そんな私へ共感を持てる広い懐の持ち主」を網にかけようと日々努力中です ちなみに会議で自分の主張が通ったことも一緒に仕事がしたいと言われことも未だかつてありません こんな５点な勘違い女 いえ ミスアンダースタンディングレディですが これからも番組を ルーさんを応援し続けています                                                              | 42’05”頃                                      |
| フルムーン満月                                | 広島カープファンの76歳の父と阪神タイガースファンの９歳の息子が繰り広げるバトルです 普段は温厚で口数の少ない父ですが こと広島カープにおいては大人げない５点な発言を70歳近くも離れた孫にします 馬の合わない二人ですがそのやり取りを見るのが私の密かな楽しみです この夏 広島対阪神の試合を 父 息子含めて見に行くことになりました 球場で二人の直接対決が実現すること なかなか取れなかったチケットが取れたこと 少しだけですが親孝行できたかなと思います | 51’40”頃                                      |
| ソリティア杉山                                | 私の職場に要所要所で単語を横文字変換する海外かぶれの60代の社長がいます 話法の一例として 例えば社員を叱責する場面で「それめっちゃエマージェンシーじゃないか なんですぐインフォメーションしないのよ」という感じ 置き換えられる限り置き換えます また弊社は一年ごとに経営目標が社長考案で刷新され掲示されます 海外かぶれなので内容はグローバル視点なものが多く「今年はプラスのシナジーで持続可能ビジネスをサステナブルにDesignする」でした この会社に入社して5年目になりますが 社員同士の会話が御法度の殺伐社風のため これまで誰ともこの話題を共有できませんでした 今回またとないチャンスと思い投稿ネタとして昇華させていただきました | 53’29”頃                                      |

## 略史
- 2022年3月「5点ラジオ」が 第3回ジャパンポッドキャストアワードでベストパーソナリティ賞を受賞
- 2023年7月17日（月・祝日）「橋本直と鈴木真海子のCROSSPOD」にゲスト出演
- 2023年9月13日（水・大安）情報解禁。「バーGOTEN」の放送が決まったことを「5点ラジオ」号外で発表
- 2023年9月13日（水・大安）Wikipediaに当ページが作られる
- 2023年9月15日（金）ニッポン放送からのメルマガで新番組として伊集院光の番組の次に紹介される
- 2023年10月4日（水）最後のリハーサル。ニッポン放送社内の色々な場所にポスターが掲示
- 2023年10月6日（金）初回放送前夜のしょうちゃんがX（旧twitter）の投稿。「ラジオ 半年間って決まってるからみんなで思い出作ろうね（顔文字にっこり）5点フレンズと5点ラジオのみんなで、地上波で本気でくだらないこと出来たねって、一生の思い出にしようね！！！#バーGOTEN」
- 2023年10月7日（土）初回放送では花が計13個届く
- 2023年10月7日（土）初回放送 X（旧twitter）で「＃バーGOTEN」が港区のトレンドに入る
- オープニング曲は「ＷＡＫＵＷＡＫＵＲＡＤＩＯ」のモリグチが担当。「ホーン隊とバンドが軽快で楽しい楽曲に仕上げました」と語る
- キービジュアルはオムライスを食べる犬が制作
- 2023年10月9日（月・祝）初回放送がAmazonポッドキャストランキング 1位を獲得
- 2023年10月31日（火）読売新聞に番組の記事が掲載。［ラジオＯＮ！］ゲイバー流 気ままに語る…「しょうちゃんとヴァジャのＢＡＲ ＧＯＴＥＮ」
- 2023年11月4日（土）発売「日経エンタテイメント」（12月号）ポッドキャスト特集でバーGOTENが取り上げられる
- 2023年11月20日（月）「5点ラジオ」が制定した「雑草の成長を祝う日」
- 2023年12月18日（月）しょうちゃんとヴァジャが渡米（鳥取）しBSS山陰放送に出演
- 2023年12月22日（金）東京中日スポーツ新聞に番組が大きく取り上げられるものの売り切れが続出。ポッドキャストから地上波ラジオ番組へ しょちゃん＆ヴァジャ、妄想トークでざわつかせる
- 2023年12月23日（土）放送前にＸ（旧Twitter）でヴァジャがサングラスと外すと宣言。リスナーを驚かせたがバーGOTENの公式アカウントから投稿された画像に写るのはリアルな馬のマスクをかぶるヴァジャであった
- 2024年2月8日（木）5点倶楽部会員に向け5点ラジオの休止 発表
- 2024年２月、３月16日で放送が終了するという誤情報が流れ、2024年2月24日の放送で「３月30日まで」と訂正
- 2024年２月19日（月）5点ラジオ 休止
- 2024年3月1日（金）5点倶楽部会員向けのオープンチャット 閉鎖
- 2024年3月2日（土）翌週の放送のゲストルー大柴 発表
- 2024年3月9日（土）ルー大柴出演
- 2024年3月30日（土）「バーGOTEN」最終回
- RN:部屋着がSpotifyにプレイリストを作成し毎週欠かさず番組で放送された曲を追加した
- 最終回の後、X（旧Twitter）で自然発生した「バーGOTEN古今東西」をきっかけにWikipedia当ページを編集する話が持ち上がり現在に至る

## パーソナリティ
しょうちゃん
ヴァジャ

## スタッフ
放送作家：ネモト
ディレクター：オオワダ
プロデューサー：ハヤシ
営業：ツダ
AD：スナオ
AD：シモカワ

## OA曲
| 放送日         | #   | 曲名                                       | アーティスト                 | 選曲                     |
| -------------- | --- | ------------------------------------------ | ---------------------------- | ------------------------ |
| 2023年10月07日 | #01 | Suvivor                                    | Destiny's Child              | ヴァジャ                 |
| 2023年10月07日 | #01 | ジーザス                                   | バブル青田                   | しょうちゃん             |
| 2023年10月14日 | #02 | Barbie Girl                                | Aqua                         | ヴァジャ                 |
| 2023年10月14日 | #02 | 熱帯夜                                     | SPEED                        | ヴァジャ                 |
| 2023年10月14日 | #02 | YOU ARE THE ONE                            | TK presents こねっと         | しょうちゃん             |
| 2023年10月21日 | #03 | 夏が来る、そして…                          | 大黒摩季                     | ヴァジャ                 |
| 2023年10月21日 | #03 | 幸せになりたい                             | 内田有紀                     | ここどぅりこ             |
| 2023年10月21日 | #03 | 恋のダウンロード                           | 仲間由紀恵 with ダウンローズ | 実                       |
| 2023年10月21日 | #03 | 好きすぎて バカみたい                      | DEF.DIVA                     | えのきだけ               |
| 2023年10月21日 | #03 | tumblin' dice                              | 華原朋美                     | しょうちゃん             |
| 2023年10月28日 | #04 | LOVE～since1999～                          | 浜崎あゆみ＆つんく           | 黒糖                     |
| 2023年10月28日 | #04 | For You                                    | 宇多田ヒカル                 | ヴァジャ                 |
| 2023年11月04日 | #05 | ALL MY TRUE LOVE                           | SPEED                        | しょうちゃん             |
| 2023年11月04日 | #05 | #SELFIE                                    | ザ・チェインスモーカーズ     | ヴァジャ                 |
| 2023年11月11日 | #06 | \|appears                                  | 浜崎あゆみ                   | ヴァジャ                 |
| 2023年11月11日 | #06 | Baby Don't Cry                             | 安室奈美恵                   | しょうちゃん             |
| 2023年11月18日 | #07 | Majiで恋する5秒前                          | 広末涼子                     | ヴァジャ                 |
| 2023年11月18日 | #07 | W.W.D                                      | でんぱ組.inc                 | しょうちゃん             |
| 2023年11月25日 | #08 | Love Story                                 | 安室奈美恵                   | しょうちゃん             |
| 2023年11月25日 | #08 | on the way to YOU (feat.Keiko)             | globe                        | ヴァジャ                 |
| 2023年12月02日 | #09 | DEAR…again                                 | 広瀬香美                     | ヴァジャ                 |
| 2023年12月02日 | #09 | 小さな恋のうた                             | MONGOL800                    | フルムーン満月           |
| 2023年12月02日 | #09 | もしも雪なら                               | DREAMS COME TRUE             | しょうちゃん             |
| 2023年12月09日 | #10 | ノー・スクラブス                           | TLC                          | ヴァジャ                 |
| 2023年12月09日 | #10 | クリスマス・イブ Rap                       | KICK THE CAN CREW            | しょうちゃん             |
| 2023年12月16日 | #11 | Take a Bow                                 | Rihanna                      | ヴァジャ                 |
| 2023年12月16日 | #11 | 白い恋人達                                 | 桑田佳祐                     | しょうちゃん             |
| 2023年12月16日 | #11 | ここでキスして。                           | 椎名林檎                     | あたす。                 |
| 2023年12月23日 | #12 | dearest.                                   | 松浦亜弥                     | ヴァジャ                 |
| 2023年12月23日 | #12 | サイレント・イヴ                           | 辛島美登里                   | しょうちゃん             |
| 2023年12月30日 | #13 | AUDIENCE                                   | 浜崎あゆみ                   | 部屋着                   |
| 2023年12月30日 | #13 | Nonfiction                                 | 浜崎あゆみ                   | しょうちゃん             |
| 2023年12月30日 | #13 | You & Me                                   | 浜崎あゆみ                   | ヴァジャ                 |
| 2023年12月30日 | #13 | SURREAL                                    | 浜崎あゆみ                   | 社員マスカット           |
| 2024年01月06日 | #14 | 気分上々↑↑                                 | mihimaru GT                  | ヴァジャ                 |
| 2024年01月06日 | #14 | マツケンサンバII                           | 松平健                       | しょうちゃん             |
| 2024年01月06日 | #14 | ハピネス                                   | Deeps                        | ヴァジャ                 |
| 2024年01月13日 | #15 | Thank God I Found You(feat.Joe&98 degrees) | マライア・キャリー           | ヴァジャ                 |
| 2024年01月13日 | #15 | Your Disco Needs You                       | カイリー・ミノーグ           | しょうちゃん             |
| 2024年01月20日 | #16 | Can't Help Falling in Love                 | Corey Hart                   | あさひあいち             |
| 2024年01月20日 | #16 | マタアイマショウ                           | SEAMO                        | ここどぅりこ             |
| 2024年01月20日 | #16 | Sunny Day Sunday                           | センチメンタル・バス         | フルムーン満月           |
| 2024年01月20日 | #16 | シドと白昼夢                               | 椎名林檎                     | 私の推しにはすね毛がない |
| 2024年01月27日 | #17 | JEWEL SONG                                 | BoA                          | ヴァジャ                 |
| 2024年01月27日 | #17 | センス・オブ・ワンダー                     | sumika                       | しょうちゃん             |
| 2024年01月27日 | #17 | 青のり                                     | ブリーフ＆トランクス         | お魚スキャンダル         |
| 2024年02月03日 | #18 | 花束を君に                                 | 宇多田ヒカル                 | ヴァジャ                 |
| 2024年02月03日 | #18 | Precious Memories                          | globe                        | しょうちゃん             |
| 2024年02月10日 | #19 | let go                                     | m-flo loves YOSHIKA          | ヴァジャ                 |
| 2024年02月10日 | #19 | かつて天才だった俺たちへ                   | Creepy Nuts                  | しょうちゃん             |
| 2024年03月02日 | #20 | 君のいちばんに…                            | リンドバーグ                 | こっぱミジンコ           |
| 2024年03月02日 | #20 | Sexy, Naughty, Bitchy                      | Tata Young                   | しょうちゃん             |
| 2024年03月02日 | #20 | IT'S ONLY LOVE                             | 福山雅治                     | ヴァジャ                 |
| 2024年03月09日 | #21 | Without You                                | Harry Nilsson                | ルー大柴                 |
| 2024年03月09日 | #21 | MOTTAINAI～もったいない～                  | ルー大柴と仁井山征弘         | ルー大柴                 |
| 2024年03月09日 | #21 | BE TOGETHER                                | 鈴木亜美                     | なむ                     |
| 2024年03月16日 | 22  | Boyfriend Part II                          | クリスタル・ケイ             | ヴァジャ                 |
| 2024年03月16日 | #22 | 緑酒                                       | 東京事変                     | しょうちゃん             |
| 2024年03月23日 | #23 | 卒業写真                                   | 浜崎あゆみ                   | ヴァジャ                 |
| 2024年03月23日 | #23 | さよならの向こう側                         | 山口百恵                     | しょうちゃん             |
| 2024年03月30日 | #24 | Listen                                     | Beyonce                      | ヴァジャ                 |
| 2024年03月30日 | #24 | Firework                                   | Katy Perry                   | しょうちゃん             |
| 2024年03月30日 | #0  | 友達の好きな人                             | しょうちゃん                 | 番組関係者一同           |

Spotify プレイリスト（作成/RN:部屋着）